# Ergebnisse der Shūgiin-Wahl 2021
Diese Liste enthält einzelne Ergebnisse der Shūgiin-Wahl 2021 in Japan nach Wahlkreis: für alle 11 Wahlkreise („Blöcke“) bei der Verhältniswahl alle Stimmenanteile und Sitzzahlen der Parteien/politischen Gruppierungen und alle Wahlsieger, für alle 289 Wahlkreise bei der Mehrheitswahl mit Stimmenanteilen den Sieger, Zweitplatzierten und alle weiteren Kandidaten über 10 % (=Quorum für die Deposit-Rückerstattung und bei Doppelkandidaten Qualifikationshürde für die Verhältniswahl). Neben der nominierenden Partei eines Kandidaten sind Wahlempfehlungen von anderen Parteien aufgeführt (Format: Nominierung – Wahlempfehlungen), sofern diese irgendwo sonst Kandidaten nominiert haben (vgl. flächendeckende Wahlbündnisse in anderen Wahl- und Parteiensystemen).
| Partei                                             | Partei                                                        | Sitze vor der Wahl                                 | Verhältniswahl | Verhältniswahl | Verhältniswahl | Mehrheitswahl  | Mehrheitswahl | Mehrheitswahl | Sitze nach der Wahl |
| -------------------------------------------------- | ------------------------------------------------------------- | -------------------------------------------------- | -------------- | -------------- | -------------- | -------------- | ------------- | ------------- | ------------------- |
| Partei                                             | Partei                                                        | Sitze vor der Wahl                                 | Stimmen        | Anteil         | Sitze          | Stimmen        | Anteil        | Sitze         | Sitze nach der Wahl |
|                                                    | Liberaldemokratische Partei (LDP)                             | 276                                                | 19.914.883,000 | 34,7 %         | 72             | 27.626.235,498 | 48,1 %        | 187           | 259                 |
|                                                    | Konstitutionell-Demokratische Partei (KDP)                    | 109                                                | 11.492.094,722 | 20,0 %         | 39             | 17.215.621,450 | 30,0 %        | 57            | 96                  |
|                                                    | Nippon Ishin no Kai (Ishin)                                   | 11                                                 | 8.050.830,000  | 14,0 %         | 25             | 4.802.793,000  | 8,4 %         | 16            | 41                  |
|                                                    | Kōmeitō (Komei)                                               | 29                                                 | 7.114.282,000  | 12,4 %         | 23             | 872.931,000    | 1,5 %         | 9             | 32                  |
|                                                    | Demokratische Volkspartei (DVP)                               | 8                                                  | 2.593.396,241  | 4,5 %          | 5              | 1.246.812,000  | 2,2 %         | 6             | 11                  |
|                                                    | Kommunistische Partei Japans (KPJ)                            | 12                                                 | 4.166.076,000  | 7,2 %          | 9              | 2.639.631,000  | 4,6 %         | 1             | 10                  |
|                                                    | Reiwa Shinsengumi (ReiShin)                                   | 1                                                  | 2.215.648,000  | 3,9 %          | 3              | 248.280,000    | 0,4 %         | 0             | 3                   |
|                                                    | Sozialdemokratische Partei (SDP)                              | 1                                                  | 1.018.588,000  | 1,8 %          | 0              | 313.193,000    | 0,5 %         | 1             | 1                   |
|                                                    | NHK to saiban shiteru tō bengoshi-hō 72-jō ihan de (N-Partei) | 1                                                  | 796.788,000    | 1,4 %          | 0              | 150.542,180    | 0,3 %         | 0             | 0                   |
|                                                    | Sonstige (Sonst.)                                             | 1                                                  | 103.393,000    | 0,2 %          | 0              | 71.826,000     | 0,1 %         | 0             | 0                   |
|                                                    | Unabhängige/ohne Parteinominierung (Unabh.)                   | 12                                                 | –              | –              | –              | 2.269.167,814  | 3,9 %         | 12            | 12                  |
| Summe (gültige Stimmen)                            | Summe (gültige Stimmen)                                       | 461 (4 Vakanzen)                                   | 57.465.978,963 | 100 %          | 176            | 57.457.032,942 | 100 %         | 289           | 465                 |
| Wahlbeteiligung (von 105.320.517 Wahlberechtigten) | Wahlbeteiligung (von 105.320.517 Wahlberechtigten)            | Wahlbeteiligung (von 105.320.517 Wahlberechtigten) | 58.893.807     | 55,92 %        |                | 58.901.616     | 55,93 %       |               |                     |

Zur Erklärung der Nachkommastellen siehe Wahlen in Japan#„Proportionale Bruchteilstimmen“.

## Parteiabkürzungen
- Regierungsparteien im 100. Kabinett
  - LDP: Jiyūminshutō, Liberaldemokratische Partei
  - Kōmei: Kōmeitō, „Fairnesspartei“
- Oppositionsparteien
  - KDP: Rikken Minshutō, Konstitutionell-Demokratische Partei
  - KPJ: Nihon Kyōsantō, Kommunistische Partei Japans
  - Ishin: Nippon Ishin no Kai, „Vereinigung zur Restauration/Reformation Japan“
  - DVP: Kokumin Minshutō, Demokratische Volkspartei
  - SDP: Shakaiminshutō, Sozialdemokratische Partei
  - N-Partei: NHK to saiban shiteru tō bengoshi-hō 72-jō ihan de, „Partei, die gegen die NHK vor Gericht zieht, wegen Verstoß gegen Art. 72 Anwaltsgesetz“
  - ReiShin: Reiwa Shinsengumi
- Bisher nicht im Parlament vertretene Parteien
  - Shiji-nashi: Shiji seitō nashi, „keine politische Partei unterstützt“ (bereits mehrfach bei Nationalwahlen angetretene Protestpartei)
  - Corona: Seiken kōtai ni yoru Korona taisaku kyōka shintō, „Neue Partei zur Stärkung der Corona-Maßnahmen durch einen Regierungswechsel“
  - Yamato: Seitō Yamato, „politische Partei Yamato“ (Partei von Kōki Kobayashi, ehemals LDP→…→DPJ→…→LDP→Olive no ki)
  - Daiichi: Nippon-daiichi-tō, „Japan-zuerst-Partei“ (Partei des rechten Aktivisten Makoto Sakurai)

## Verhältniswahl
Netto: Tatsächlich wählbare Verhältniswahlkandidaten nach Streichung siegreicher und disqualifizierter Doppelkandidaten
Anmerkung: Nachkommastellen aus mehrdeutigen Stimmen wurden hier grundsätzlich abgerundet.
| Wahlkreis/„Block“ Präfekturen                                          | Sitzzahl | Bisherige Abgeordnete (Stand: 19. Oktober 2021)                         | Partei | Partei | Kandidaten | Kandidaten | Stimmen | Anteil | Sitze | Wahlsieger            | Wahlsieger            | Wahlsieger            | Wahlsieger            | Wahlsieger            |
| Wahlkreis/„Block“ Präfekturen                                          | Sitzzahl | Bisherige Abgeordnete (Stand: 19. Oktober 2021)                         | Partei | Partei | Gesamt | Netto | Stimmen | Anteil | Sitze | Wahlsieger            | Wahlsieger            | Wahlsieger            | Wahlsieger            | Wahlsieger            |
| ---------------------------------------------------------------------- | -------- | ----------------------------------------------------------------------- | --- | --- | --- | --- | --- | --- | --- | --------------------- | --------------------- | --------------------- | --------------------- | --------------------- |
| Hokkaidō: Hokkaidō                                                     | 8        | KDP 3 LDP 3 Kōmei 1 DVP 1                                               | | LDP | 15 | 9 | 863.300 | 33,6 % | 4 | Takako Suzuki         | Kōichi Watanabe       | Manabu Horii          | Yūko Nakagawa         | –                     |
| Hokkaidō: Hokkaidō                                                     | 8        | KDP 3 LDP 3 Kōmei 1 DVP 1                                               | | KDP | 15 | 10 | 682.912 | 26,6 % | 3 | Kureha Ōtsuki         | Yutaka Arai           | Hiroshi Kamiya        | –                     | –                     |
| Hokkaidō: Hokkaidō                                                     | 8        | KDP 3 LDP 3 Kōmei 1 DVP 1                                               | | Kōmei | 2 | 2 | 294.371 | 11,5 % | 1 | Hidemichi Satō        | –                     | –                     | –                     | –                     |
| Hokkaidō: Hokkaidō                                                     | 8        | KDP 3 LDP 3 Kōmei 1 DVP 1                                               | | Ishin | 3 | 3 | 215.344 | 8,4 % | 0 | –                     | –                     | –                     | –                     | –                     |
| Hokkaidō: Hokkaidō                                                     | 8        | KDP 3 LDP 3 Kōmei 1 DVP 1                                               | | KPJ | 2 | 2 | 207.189 | 8,1 % | 0 | –                     | –                     | –                     | –                     | –                     |
| Hokkaidō: Hokkaidō                                                     | 8        | KDP 3 LDP 3 Kōmei 1 DVP 1                                               | | ReiShin | 1 | 1 | 102.086 | 4,0 % | 0 | –                     | –                     | –                     | –                     | –                     |
| Hokkaidō: Hokkaidō                                                     | 8        | KDP 3 LDP 3 Kōmei 1 DVP 1                                               | | DVP | 1 | 1 | 73.621 | 2,9 % | 0 | –                     | –                     | –                     | –                     | –                     |
| Hokkaidō: Hokkaidō                                                     | 8        | KDP 3 LDP 3 Kōmei 1 DVP 1                                               | | Shiji-nashi | 2 | 2 | 46.142 | 1,8 % | 0 | –                     | –                     | –                     | –                     | –                     |
| Hokkaidō: Hokkaidō                                                     | 8        | KDP 3 LDP 3 Kōmei 1 DVP 1                                               | | N-Partei | 1 | 0 | 42.916 | 1,7 % | 0 | –                     | –                     | –                     | –                     | –                     |
| Hokkaidō: Hokkaidō                                                     | 8        | KDP 3 LDP 3 Kōmei 1 DVP 1                                               | | SDP | 1 | 1 | 41.248 | 1,6 % | 0 | –                     | –                     | –                     | –                     | –                     |
| Tōhoku: Aomori Iwate Miyagi Akita Yamagata Fukushima                   | 13       | KDP 6 LDP 5 Kōmei 1 KPJ 1                                               | | LDP | 25 | 10 | 1.628.233 | 39,5 % | 6 | Jun Tsushima          | Ken’ya Akiba          | Ichirō Kanke          | Yoshitami Kameoka     | Katsutoshi Kaneda     |
| Tōhoku: Aomori Iwate Miyagi Akita Yamagata Fukushima                   | 13       | KDP 6 LDP 5 Kōmei 1 KPJ 1                                               | Kentarō Uesugi | LDP | 25 | 10 | 1.628.233 | 39,5 % | 6 | –                     | –                     | –                     | –                     |                       |
| Tōhoku: Aomori Iwate Miyagi Akita Yamagata Fukushima                   | 13       | KDP 6 LDP 5 Kōmei 1 KPJ 1                                               | | KDP | 20 | 13 | 991.504 | 24,1 % | 4 | Akiko Okamoto         | Manabu Terata         | Ichirō Ozawa          | Yūki Baba             | –                     |
| Tōhoku: Aomori Iwate Miyagi Akita Yamagata Fukushima                   | 13       | KDP 6 LDP 5 Kōmei 1 KPJ 1                                               | | Kōmei | 3 | 3 | 456.287 | 11,1 % | 1 | Ken’ichi Shōji        | –                     | –                     | –                     | –                     |
| Tōhoku: Aomori Iwate Miyagi Akita Yamagata Fukushima                   | 13       | KDP 6 LDP 5 Kōmei 1 KPJ 1                                               | | KPJ | 3 | 3 | 292.830 | 7,1 % | 1 | Chizuko Takahashi     | –                     | –                     | –                     | –                     |
| Tōhoku: Aomori Iwate Miyagi Akita Yamagata Fukushima                   | 13       | KDP 6 LDP 5 Kōmei 1 KPJ 1                                               | | Ishin | 2 | 1 | 258.690 | 6,3 % | 1 | Atsushi Hayasaka      | –                     | –                     | –                     | –                     |
| Tōhoku: Aomori Iwate Miyagi Akita Yamagata Fukushima                   | 13       | KDP 6 LDP 5 Kōmei 1 KPJ 1                                               | | DVP | 2 | 2 | 195.754 | 4,7 % | 0 | –                     | –                     | –                     | –                     | –                     |
| Tōhoku: Aomori Iwate Miyagi Akita Yamagata Fukushima                   | 13       | KDP 6 LDP 5 Kōmei 1 KPJ 1                                               | | ReiShin | 1 | 1 | 143.265 | 3,6 % | 0 | –                     | –                     | –                     | –                     | –                     |
| Tōhoku: Aomori Iwate Miyagi Akita Yamagata Fukushima                   | 13       | KDP 6 LDP 5 Kōmei 1 KPJ 1                                               | | SDP | 1 | 1 | 101.442 | 2,5 % | 0 | –                     | –                     | –                     | –                     | –                     |
| Tōhoku: Aomori Iwate Miyagi Akita Yamagata Fukushima                   | 13       | KDP 6 LDP 5 Kōmei 1 KPJ 1                                               | | N-Partei | 1 | 0 | 52.664 | 1,3 % | 0 |                       |                       |                       |                       |                       |
| Nord-Kantō (Kita-Kantō): Ibaraki Tochigi Gunma Saitama                 | 19       | KDP 8 LDP 7 Kōmei 2 KPJ 1 DVP 1                                         | | LDP | 39 | 14 | 2.172.065 | 35,2 % | 7 | Asako Omi             | Atsushi Nonaka        | Hideki Makihara       | Yoshinori Tadokoro    | Akimasa Ishikawa      |
| Nord-Kantō (Kita-Kantō): Ibaraki Tochigi Gunma Saitama                 | 19       | KDP 8 LDP 7 Kōmei 2 KPJ 1 DVP 1                                         | Kiyoshi Igarashi | LDP | 39 | 14 | 2.172.065 | 35,2 % | 7 | Kazuyuki Nakane       | –                     | –                     | –                     |                       |
| Nord-Kantō (Kita-Kantō): Ibaraki Tochigi Gunma Saitama                 | 19       | KDP 8 LDP 7 Kōmei 2 KPJ 1 DVP 1                                         | | KDP | 25 | 21 | 1.391.148 | 22,5 % | 5 | Takao Fujioka         | Kishirō Nakamura      | Yasuko Komiyama       | Yūnosuke Sakamoto     | Yamato Aoyama         |
| Nord-Kantō (Kita-Kantō): Ibaraki Tochigi Gunma Saitama                 | 19       | KDP 8 LDP 7 Kōmei 2 KPJ 1 DVP 1                                         | | Kōmei | 4 | 4 | 823.930 | 13,3 % | 3 | Keiichi Ishii         | Keiichi Koshimizu     | Takahiro Fukushige    | –                     | –                     |
| Nord-Kantō (Kita-Kantō): Ibaraki Tochigi Gunma Saitama                 | 19       | KDP 8 LDP 7 Kōmei 2 KPJ 1 DVP 1                                         | | Ishin | 9 | 7 | 617.531 | 10,0 % | 2 | Ryō Sawada            | Hideaki Takahashi     | –                     | –                     | –                     |
| Nord-Kantō (Kita-Kantō): Ibaraki Tochigi Gunma Saitama                 | 19       | KDP 8 LDP 7 Kōmei 2 KPJ 1 DVP 1                                         | | KPJ | 3 | 3 | 444.115 | 7,2 % | 1 | Tetsuya Shiokawa      | –                     | –                     | –                     | –                     |
| Nord-Kantō (Kita-Kantō): Ibaraki Tochigi Gunma Saitama                 | 19       | KDP 8 LDP 7 Kōmei 2 KPJ 1 DVP 1                                         | | DVP | 3 | 2 | 298.056 | 4,8 % | 1 | Yoshihiro Suzuki      | –                     | –                     | –                     | –                     |
| Nord-Kantō (Kita-Kantō): Ibaraki Tochigi Gunma Saitama                 | 19       | KDP 8 LDP 7 Kōmei 2 KPJ 1 DVP 1                                         | | ReiShin | 1 | 1 | 239.592 | 3,9 % | 0 | –                     | –                     | –                     | –                     | –                     |
| Nord-Kantō (Kita-Kantō): Ibaraki Tochigi Gunma Saitama                 | 19       | KDP 8 LDP 7 Kōmei 2 KPJ 1 DVP 1                                         | | SDP | 1 | 1 | 97.963 | 1,6 % | 0 | –                     | –                     | –                     | –                     | –                     |
| Nord-Kantō (Kita-Kantō): Ibaraki Tochigi Gunma Saitama                 | 19       | KDP 8 LDP 7 Kōmei 2 KPJ 1 DVP 1                                         | | N-Partei | 1 | 1 | 87.702 | 1,4 % | 0 | –                     | –                     | –                     | –                     | –                     |
| Tokio: Tokio                                                           | 17       | KDP 6 LDP 6 Kōmei 2 KPJ 2 Unabh. 1                                      | | LDP | 28 | 15 | 2.000.084 | 31,0 % | 6 | Kei Takagi            | Yōhei Matsumoto       | Takao Ochi            | Kenji Wakamiya        | Akihisa Nagashima     |
| Tokio: Tokio                                                           | 17       | KDP 6 LDP 6 Kōmei 2 KPJ 2 Unabh. 1                                      | Hirotaka Ishihara | LDP | 28 | 15 | 2.000.084 | 31,0 % | 6 | –                     | –                     | –                     | –                     |                       |
| Tokio: Tokio                                                           | 17       | KDP 6 LDP 6 Kōmei 2 KPJ 2 Unabh. 1                                      | | KDP | 23 | 15 | 1.293.281 | 20,1 % | 4 | Shunsuke Itō          | Yōsuke Suzuki         | Banri Kaieda          | Masako Ōkawara        | –                     |
| Tokio: Tokio                                                           | 17       | KDP 6 LDP 6 Kōmei 2 KPJ 2 Unabh. 1                                      | | Ishin | 17 | 17 | 858.577 | 13,3 % | 2 | Tsukasa Abe           | Taisuke Ono           | –                     | –                     | –                     |
| Tokio: Tokio                                                           | 17       | KDP 6 LDP 6 Kōmei 2 KPJ 2 Unabh. 1                                      | | Kōmei | 4 | 4 | 715.450 | 11,1 % | 2 | Yōsuke Takagi         | Kōichi Kasai          | –                     | –                     | –                     |
| Tokio: Tokio                                                           | 17       | KDP 6 LDP 6 Kōmei 2 KPJ 2 Unabh. 1                                      | | KPJ | 7 | 7 | 670.340 | 10,4 % | 2 | Akira Kasai           | Tōru Miyamoto         | –                     | –                     | –                     |
| Tokio: Tokio                                                           | 17       | KDP 6 LDP 6 Kōmei 2 KPJ 2 Unabh. 1                                      | | ReiShin | 4 | 3 | 360.387 | 5,6 % | 1 | Tarō Yamamoto         | –                     | –                     | –                     | –                     |
| Tokio: Tokio                                                           | 17       | KDP 6 LDP 6 Kōmei 2 KPJ 2 Unabh. 1                                      | | DVP | 3 | 3 | 306.179 | 4,7 % | 0 | –                     | –                     | –                     | –                     | –                     |
| Tokio: Tokio                                                           | 17       | KDP 6 LDP 6 Kōmei 2 KPJ 2 Unabh. 1                                      | | SDP | 1 | 0 | 92.995 | 1,4 % | 0 | –                     | –                     | –                     | –                     | –                     |
| Tokio: Tokio                                                           | 17       | KDP 6 LDP 6 Kōmei 2 KPJ 2 Unabh. 1                                      | | N-Partei | 1 | 0 | 92.353 | 1,4 % | 0 | –                     | –                     | –                     | –                     | –                     |
| Tokio: Tokio                                                           | 17       | KDP 6 LDP 6 Kōmei 2 KPJ 2 Unabh. 1                                      | | Daiichi | 4 | 4 | 33.661 | 0,5 % | 0 | –                     | –                     | –                     | –                     | –                     |
| Tokio: Tokio                                                           | 17       | KDP 6 LDP 6 Kōmei 2 KPJ 2 Unabh. 1                                      | | Yamato | 4 | 4 | 16.970 | 0,3 % | 0 | –                     | –                     | –                     | –                     | –                     |
| Tokio: Tokio                                                           | 17       | KDP 6 LDP 6 Kōmei 2 KPJ 2 Unabh. 1                                      | | Corona | 4 | 4 | 6.620 | 0,1 % | 0 | –                     | –                     | –                     | –                     | –                     |
| Süd-Kantō (Minami-Kantō): Chiba Kanagawa Yamanashi                     | 22       | KDP 8 LDP 8 Kōmei 2 KPJ 2 Ishin 1 Unabh. 1                              | | LDP | 35 | 16 | 2.590.787 | 34,9 % | 9 | Tsuyoshi Hoshino      | Akira Amari           | Masatoshi Akimoto     | Hidehiro Mitani       | Hiroyuki Yoshiie      |
| Süd-Kantō (Minami-Kantō): Chiba Kanagawa Yamanashi                     | 22       | KDP 8 LDP 8 Kōmei 2 KPJ 2 Ishin 1 Unabh. 1                              | Norihiro Nakayama | LDP | 35 | 16 | 2.590.787 | 34,9 % | 9 | Hiroaki Kadoyama      | Tomohiro Yamamoto     | Yoshitaka Sakurada    | –                     |                       |
| Süd-Kantō (Minami-Kantō): Chiba Kanagawa Yamanashi                     | 22       | KDP 8 LDP 8 Kōmei 2 KPJ 2 Ishin 1 Unabh. 1                              | | KDP | 30 | 19 | 1.651.562 | 22,3 % | 5 | Kazuma Nakatani       | Hajime Yatagawa       | Yōichirō Aoyagi       | Katsuhito Nakajima    | Makoto Yamazaki       |
| Süd-Kantō (Minami-Kantō): Chiba Kanagawa Yamanashi                     | 22       | KDP 8 LDP 8 Kōmei 2 KPJ 2 Ishin 1 Unabh. 1                              | | Ishin | 11 | 10 | 863.897 | 11,7 % | 3 | Ryūna Kanemura        | Kenta Fujimaki        | Yoshiharu Asakawa     | –                     | –                     |
| Süd-Kantō (Minami-Kantō): Chiba Kanagawa Yamanashi                     | 22       | KDP 8 LDP 8 Kōmei 2 KPJ 2 Ishin 1 Unabh. 1                              | | Kōmei | 5 | 5 | 850.667 | 11,5 % | 2 | Noriko Furuya         | Hideo Tsunoda         | –                     | –                     | –                     |
| Süd-Kantō (Minami-Kantō): Chiba Kanagawa Yamanashi                     | 22       | KDP 8 LDP 8 Kōmei 2 KPJ 2 Ishin 1 Unabh. 1                              | | KPJ | 5 | 4 | 534.493 | 7,2 % | 1 | Kazuo Shii            | –                     | –                     | –                     | –                     |
| Süd-Kantō (Minami-Kantō): Chiba Kanagawa Yamanashi                     | 22       | KDP 8 LDP 8 Kōmei 2 KPJ 2 Ishin 1 Unabh. 1                              | | DVP | 3 | 3 | 384.481 | 5,2 % | 1 | Atsushi Suzuki        | –                     | –                     | –                     | –                     |
| Süd-Kantō (Minami-Kantō): Chiba Kanagawa Yamanashi                     | 22       | KDP 8 LDP 8 Kōmei 2 KPJ 2 Ishin 1 Unabh. 1                              | | ReiShin | 2 | 2 | 302.675 | 4,1 % | 1 | Ryō Tagaya            | –                     | –                     | –                     | –                     |
| Süd-Kantō (Minami-Kantō): Chiba Kanagawa Yamanashi                     | 22       | KDP 8 LDP 8 Kōmei 2 KPJ 2 Ishin 1 Unabh. 1                              | | SDP | 1 | 1 | 124.447 | 1,7 % | 0 | –                     | –                     | –                     | –                     | –                     |
| Süd-Kantō (Minami-Kantō): Chiba Kanagawa Yamanashi                     | 22       | KDP 8 LDP 8 Kōmei 2 KPJ 2 Ishin 1 Unabh. 1                              | | N-Partei | 1 | 1 | 111.298 | 1,5 % | 0 | –                     | –                     | –                     | –                     | –                     |
| Hokuriku-Shin’etsu: Niigata Toyama Ishikawa Fukui Nagano               | 11       | LDP 5 KDP 4 Kōmei 1 KPJ 1                                               | | LDP | 25 | 11 | 1.468.380 | 41,8 % | 6 | Eiichirō Washio       | Shūichi Takatori      | Isato Kunisada        | Hirohiko Izumida      | Ichirō Tsukada        |
| Hokuriku-Shin’etsu: Niigata Toyama Ishikawa Fukui Nagano               | 11       | LDP 5 KDP 4 Kōmei 1 KPJ 1                                               | Shunsuke Mutai | LDP | 25 | 11 | 1.468.380 | 41,8 % | 6 | –                     | –                     | –                     | –                     |                       |
| Hokuriku-Shin’etsu: Niigata Toyama Ishikawa Fukui Nagano               | 11       | LDP 5 KDP 4 Kōmei 1 KPJ 1                                               | | KDP | 15 | 11 | 773.076 | 22,0 % | 3 | Kazuya Kondō          | Takashi Shinohara     | Takeshi Kōzu          | –                     | –                     |
| Hokuriku-Shin’etsu: Niigata Toyama Ishikawa Fukui Nagano               | 11       | LDP 5 KDP 4 Kōmei 1 KPJ 1                                               | | Ishin | 4 | 3 | 361.476 | 10,3 % | 1 | Toyofumi Yoshida      | –                     | –                     | –                     | –                     |
| Hokuriku-Shin’etsu: Niigata Toyama Ishikawa Fukui Nagano               | 11       | LDP 5 KDP 4 Kōmei 1 KPJ 1                                               | | Kōmei | 2 | 2 | 322.535 | 9,2 % | 1 | Hiromasa Nakagawa     | –                     | –                     | –                     | –                     |
| Hokuriku-Shin’etsu: Niigata Toyama Ishikawa Fukui Nagano               | 11       | LDP 5 KDP 4 Kōmei 1 KPJ 1                                               | | KPJ | 3 | 3 | 225.551 | 6,4 % | 0 | –                     | –                     | –                     | –                     | –                     |
| Hokuriku-Shin’etsu: Niigata Toyama Ishikawa Fukui Nagano               | 11       | LDP 5 KDP 4 Kōmei 1 KPJ 1                                               | | DVP | 1 | 1 | 133.599 | 3,8 % | 0 | –                     | –                     | –                     | –                     | –                     |
| Hokuriku-Shin’etsu: Niigata Toyama Ishikawa Fukui Nagano               | 11       | LDP 5 KDP 4 Kōmei 1 KPJ 1                                               | | ReiShin | 1 | 1 | 111.281 | 3,2 % | 0 | –                     | –                     | –                     | –                     | –                     |
| Hokuriku-Shin’etsu: Niigata Toyama Ishikawa Fukui Nagano               | 11       | LDP 5 KDP 4 Kōmei 1 KPJ 1                                               | | SDP | 1 | 1 | 71.185 | 2,0 % | 0 | –                     | –                     | –                     | –                     | –                     |
| Hokuriku-Shin’etsu: Niigata Toyama Ishikawa Fukui Nagano               | 11       | LDP 5 KDP 4 Kōmei 1 KPJ 1                                               | | N-Partei | 1 | 0 | 43.529 | 1,2 % | 0 | –                     | –                     | –                     | –                     | –                     |
| Tōkai: Gifu Shizuoka Aichi Mie                                         | 21       | LDP 8 KDP 8 Kōmei 2 Ishin 2 KPJ 1                                       | | LDP | 35 | 13 | 2.515.841 | 37,4 % | 9 | Shūhei Aoyama         | Taku Ishii            | Hiroyuki Miyazawa     | Yoshitaka Ikeda       | Ryū Shionoya          |
| Tōkai: Gifu Shizuoka Aichi Mie                                         | 21       | LDP 8 KDP 8 Kōmei 2 Ishin 2 KPJ 1                                       | Takamoto Nakagawa | LDP | 35 | 13 | 2.515.841 | 37,4 % | 9 | Masataka Ishihara     | Takeru Yoshikawa      | Sakon Yamamoto        | –                     |                       |
| Tōkai: Gifu Shizuoka Aichi Mie                                         | 21       | LDP 8 KDP 8 Kōmei 2 Ishin 2 KPJ 1                                       | | KDP | 29 | 24 | 1.485.947 | 22,1 % | 5 | Yutaka Banno          | Masaharu Nakagawa     | Tsunehiko Yoshida     | Shū Watanabe          | Yoshio Maki           |
| Tōkai: Gifu Shizuoka Aichi Mie                                         | 21       | LDP 8 KDP 8 Kōmei 2 Ishin 2 KPJ 1                                       | | Kōmei | 5 | 5 | 784.976 | 11,7 % | 3 | Yoshinori Ōguchi      | Wataru Itō            | Yasuhiro Nakagawa     | –                     | –                     |
| Tōkai: Gifu Shizuoka Aichi Mie                                         | 21       | LDP 8 KDP 8 Kōmei 2 Ishin 2 KPJ 1                                       | | Ishin | 8 | 4 | 694.630 | 10,3 % | 2 | Kazumi Sugimoto       | Maki Misaki           | –                     | –                     | –                     |
| Tōkai: Gifu Shizuoka Aichi Mie                                         | 21       | LDP 8 KDP 8 Kōmei 2 Ishin 2 KPJ 1                                       | | KPJ | 3 | 3 | 408.606 | 6,1 % | 1 | Nobuko Motomura       | –                     | –                     | –                     | –                     |
| Tōkai: Gifu Shizuoka Aichi Mie                                         | 21       | LDP 8 KDP 8 Kōmei 2 Ishin 2 KPJ 1                                       | | DVP | 4 | 3 | 382.733 | 5,7 % | 1 | Ken Tanaka            | –                     | –                     | –                     | –                     |
| Tōkai: Gifu Shizuoka Aichi Mie                                         | 21       | LDP 8 KDP 8 Kōmei 2 Ishin 2 KPJ 1                                       | | ReiShin | 2 | 0 | 273.208 | 4,1 % | 0 | –                     | –                     | –                     | –                     | –                     |
| Tōkai: Gifu Shizuoka Aichi Mie                                         | 21       | LDP 8 KDP 8 Kōmei 2 Ishin 2 KPJ 1                                       | | N-Partei | 1 | 0 | 98.238 | 1,5 % | 0 | –                     | –                     | –                     | –                     | –                     |
| Tōkai: Gifu Shizuoka Aichi Mie                                         | 21       | LDP 8 KDP 8 Kōmei 2 Ishin 2 KPJ 1                                       | | SDP | 1 | 1 | 84.220 | 1,3 % | 0 | –                     | –                     | –                     | –                     | –                     |
| Kinki: Shiga Kyōto Osaka Hyōgo Nara Wakayama                           | 28       | LDP 9 KDP 7 Ishin 5 Kōmei 4 KPJ 2 Unabh. 1                              | | Ishin | 30 | 14 | 3.180.219 | 33,9 % | 10 | Kee Miki              | Yūichirō Wada         | Hiroki Sumiyoshi      | Kenji Horii           | Sachiko Horiba        |
| Kinki: Shiga Kyōto Osaka Hyōgo Nara Wakayama                           | 28       | LDP 9 KDP 7 Ishin 5 Kōmei 4 KPJ 2 Unabh. 1                              | Ryōta Endō | Ishin | 30 | 14 | 3.180.219 | 33,9 % | 10 | Yūichirō Ichitani     | Kiyoshige Maekawa     | Kōtarō Ikehata        | Masayuki Akaba        |                       |
| Kinki: Shiga Kyōto Osaka Hyōgo Nara Wakayama                           | 28       | LDP 9 KDP 7 Ishin 5 Kōmei 4 KPJ 2 Unabh. 1                              | | LDP | 40 | 25 | 2.407.699 | 25,7 % | 8 | Shinsuke Okuno        | Akira Yanagimoto      | Masaki Ōgushi         | Shigeki Kobayashi     | Hideyuki Tanaka       |
| Kinki: Shiga Kyōto Osaka Hyōgo Nara Wakayama                           | 28       | LDP 9 KDP 7 Ishin 5 Kōmei 4 KPJ 2 Unabh. 1                              | Kōichi Munekiyo | LDP | 40 | 25 | 2.407.699 | 25,7 % | 8 | Masahito Moriyama     | Tomu Tanigawa         | –                     | –                     |                       |
| Kinki: Shiga Kyōto Osaka Hyōgo Nara Wakayama                           | 28       | LDP 9 KDP 7 Ishin 5 Kōmei 4 KPJ 2 Unabh. 1                              | | Kōmei | 8 | 8 | 1.155.683 | 12,3 % | 3 | Yuzuru Takeuchi       | Tomoko Ukishima       | Yōko Wanibuchi        | –                     | –                     |
| Kinki: Shiga Kyōto Osaka Hyōgo Nara Wakayama                           | 28       | LDP 9 KDP 7 Ishin 5 Kōmei 4 KPJ 2 Unabh. 1                              | | KDP | 31 | 26 | 1.090.665 | 11,6 % | 3 | Shū Sakurai           | Hiroyuki Moriyama     | Hisashi Tokunaga      | –                     | –                     |
| Kinki: Shiga Kyōto Osaka Hyōgo Nara Wakayama                           | 28       | LDP 9 KDP 7 Ishin 5 Kōmei 4 KPJ 2 Unabh. 1                              | | KPJ | 6 | 6 | 736.156 | 7,8 % | 2 | Keiji Kokuta          | Takeshi Miyamoto      | –                     | –                     | –                     |
| Kinki: Shiga Kyōto Osaka Hyōgo Nara Wakayama                           | 28       | LDP 9 KDP 7 Ishin 5 Kōmei 4 KPJ 2 Unabh. 1                              | | DVP | 4 | 2 | 303.480 | 3,2 % | 1 | Alex Saitō            | –                     | –                     | –                     | –                     |
| Kinki: Shiga Kyōto Osaka Hyōgo Nara Wakayama                           | 28       | LDP 9 KDP 7 Ishin 5 Kōmei 4 KPJ 2 Unabh. 1                              | | ReiShin | 6 | 3 | 292.483 | 3,1 % | 1 | Akiko Ōishi           | –                     | –                     | –                     | –                     |
| Kinki: Shiga Kyōto Osaka Hyōgo Nara Wakayama                           | 28       | LDP 9 KDP 7 Ishin 5 Kōmei 4 KPJ 2 Unabh. 1                              | | N-Partei | 1 | 0 | 111.539 | 1,2 % | 0 | –                     | –                     | –                     | –                     | –                     |
| Kinki: Shiga Kyōto Osaka Hyōgo Nara Wakayama                           | 28       | LDP 9 KDP 7 Ishin 5 Kōmei 4 KPJ 2 Unabh. 1                              | | SDP | 1 | 1 | 100.980 | 1,1 % | 0 | –                     | –                     | –                     | –                     | –                     |
| Chūgoku: Tottori Shimane Okayama Hiroshima Yamaguchi                   | 11       | LDP 5 KDP 3 Kōmei 2 ReiShin 1                                           | | LDP | 22 | 8 | 1.352.723 | 43,4 % | 6 | Rintarō Ishibashi     | Toshifumi Kojima      | Toshiko Abe           | Emiko Takagai         | Mio Sugita            |
| Chūgoku: Tottori Shimane Okayama Hiroshima Yamaguchi                   | 11       | LDP 5 KDP 3 Kōmei 2 ReiShin 1                                           | Shōgo Azemoto | LDP | 22 | 8 | 1.352.723 | 43,4 % | 6 | –                     | –                     | –                     | –                     |                       |
| Chūgoku: Tottori Shimane Okayama Hiroshima Yamaguchi                   | 11       | LDP 5 KDP 3 Kōmei 2 ReiShin 1                                           | | KDP | 18 | 17 | 573.324 | 18,4 % | 2 | Michiyoshi Yunoki     | Shunji Yuhara         | –                     | –                     | –                     |
| Chūgoku: Tottori Shimane Okayama Hiroshima Yamaguchi                   | 11       | LDP 5 KDP 3 Kōmei 2 ReiShin 1                                           | | Kōmei | 3 | 3 | 436.220 | 14,0 % | 2 | Akira Hirabayashi     | Masaki Kusaka         | –                     | –                     | –                     |
| Chūgoku: Tottori Shimane Okayama Hiroshima Yamaguchi                   | 11       | LDP 5 KDP 3 Kōmei 2 ReiShin 1                                           | | Ishin | 3 | 3 | 286.302 | 9,2 % | 1 | Seiki Soramoto        | –                     | –                     | –                     | –                     |
| Chūgoku: Tottori Shimane Okayama Hiroshima Yamaguchi                   | 11       | LDP 5 KDP 3 Kōmei 2 ReiShin 1                                           | | KPJ | 2 | 2 | 173.117 | 5,5 % | 0 | –                     | –                     | –                     | –                     | –                     |
| Chūgoku: Tottori Shimane Okayama Hiroshima Yamaguchi                   | 11       | LDP 5 KDP 3 Kōmei 2 ReiShin 1                                           | | DVP | 1 | 1 | 113.898 | 3,7 % | 0 | –                     | –                     | –                     | –                     | –                     |
| Chūgoku: Tottori Shimane Okayama Hiroshima Yamaguchi                   | 11       | LDP 5 KDP 3 Kōmei 2 ReiShin 1                                           | | ReiShin | 1 | 1 | 94.446 | 3,0 % | 0 | –                     | –                     | –                     | –                     | –                     |
| Chūgoku: Tottori Shimane Okayama Hiroshima Yamaguchi                   | 11       | LDP 5 KDP 3 Kōmei 2 ReiShin 1                                           | | SDP | 1 | 0 | 52.638 | 1,7 % | 0 | –                     | –                     | –                     | –                     | –                     |
| Chūgoku: Tottori Shimane Okayama Hiroshima Yamaguchi                   | 11       | LDP 5 KDP 3 Kōmei 2 ReiShin 1                                           | | N-Partei | 1 | 0 | 36.758 | 1,2 % | 0 | –                     | –                     | –                     | –                     | –                     |
| Shikoku: Tokushima Kagawa Ehime Kōchi                                  | 6        | LDP 3 KDP 2 Kōmei 1                                                     | | LDP | 16 | 8 | 664.805 | 39,1 % | 3 | Yūji Yamamoto         | Takuya Hirai          | Masazumi Gotōda       | –                     | –                     |
| Shikoku: Tokushima Kagawa Ehime Kōchi                                  | 6        | LDP 3 KDP 2 Kōmei 1                                                     | | KDP | 8 | 7 | 291.870 | 17,2 % | 1 | Yōichi Shiraishi      | –                     | –                     | –                     | –                     |
| Shikoku: Tokushima Kagawa Ehime Kōchi                                  | 6        | LDP 3 KDP 2 Kōmei 1                                                     | | Kōmei | 2 | 2 | 233.407 | 13,7 % | 1 | Masayasu Yamasaki     | –                     | –                     | –                     | –                     |
| Shikoku: Tokushima Kagawa Ehime Kōchi                                  | 6        | LDP 3 KDP 2 Kōmei 1                                                     | | Ishin | 3 | 2 | 173.826 | 10,2 % | 1 | Tomoyo Yoshida        | –                     | –                     | –                     | –                     |
| Shikoku: Tokushima Kagawa Ehime Kōchi                                  | 6        | LDP 3 KDP 2 Kōmei 1                                                     | | DVP | 2 | 1 | 122.082 | 7,2 % | 0 | –                     | –                     | –                     | –                     | –                     |
| Shikoku: Tokushima Kagawa Ehime Kōchi                                  | 6        | LDP 3 KDP 2 Kōmei 1                                                     | | KPJ | 2 | 2 | 108.021 | 6,4 % | 0 | –                     | –                     | –                     | –                     | –                     |
| Shikoku: Tokushima Kagawa Ehime Kōchi                                  | 6        | LDP 3 KDP 2 Kōmei 1                                                     | | ReiShin | 1 | 1 | 52.941 | 3,1 % | 0 | –                     | –                     | –                     | –                     | –                     |
| Shikoku: Tokushima Kagawa Ehime Kōchi                                  | 6        | LDP 3 KDP 2 Kōmei 1                                                     | | SDP | 1 | 1 | 30.249 | 1,8 % | 0 | –                     | –                     | –                     | –                     | –                     |
| Shikoku: Tokushima Kagawa Ehime Kōchi                                  | 6        | LDP 3 KDP 2 Kōmei 1                                                     | | N-Partei | 1 | 0 | 21.285 | 1,3 % | 0 | –                     | –                     | –                     | –                     | –                     |
| Kyūshū: Fukuoka Saga Nagasaki Kumamoto Ōita Miyazaki Kagoshima Okinawa | 20       | LDP 7 KDP 6 Kōmei 3 KPJ 1 Sonst. 1 Unabh. 2                             | | LDP | 30 | 13 | 2.250.966 | 35,7 % | 8 | Masahiro Imamura      | Hirotake Yasuoka      | Kazuchika Iwata       | Shunsuke Takei        | Yasushi Furukawa      |
| Kyūshū: Fukuoka Saga Nagasaki Kumamoto Ōita Miyazaki Kagoshima Okinawa | 20       | LDP 7 KDP 6 Kōmei 3 KPJ 1 Sonst. 1 Unabh. 2                             | Kōnosuke Kokuba | LDP | 30 | 13 | 2.250.966 | 35,7 % | 8 | Masahisa Miyazaki     | Yasuhiro Ozato        | –                     | –                     |                       |
| Kyūshū: Fukuoka Saga Nagasaki Kumamoto Ōita Miyazaki Kagoshima Okinawa | 20       | LDP 7 KDP 6 Kōmei 3 KPJ 1 Sonst. 1 Unabh. 2                             | | KDP | 25 | 19 | 1.266.801 | 20,1 % | 4 | Seiichi Suetsugu      | Hajime Yoshikawa      | Katsuhiko Yamada      | Shūji Inatomi         | –                     |
| Kyūshū: Fukuoka Saga Nagasaki Kumamoto Ōita Miyazaki Kagoshima Okinawa | 20       | LDP 7 KDP 6 Kōmei 3 KPJ 1 Sonst. 1 Unabh. 2                             | | Kōmei | 6 | 6 | 1.040.756 | 16,5 % | 4 | Masakzau Hamachi      | Nobuhiro Yoshida      | Yasukuni Kinjō        | Kumiko Yoshida        | –                     |
| Kyūshū: Fukuoka Saga Nagasaki Kumamoto Ōita Miyazaki Kagoshima Okinawa | 20       | LDP 7 KDP 6 Kōmei 3 KPJ 1 Sonst. 1 Unabh. 2                             | | Ishin | 6 | 5 | 540.338 | 8,6 % | 2 | Hiroki Abe            | Gōsei Yamamoto        | –                     | –                     | –                     |
| Kyūshū: Fukuoka Saga Nagasaki Kumamoto Ōita Miyazaki Kagoshima Okinawa | 20       | LDP 7 KDP 6 Kōmei 3 KPJ 1 Sonst. 1 Unabh. 2                             | | KPJ | 4 | 3 | 365.658 | 5,8 % | 1 | Takaaki Tamura        | –                     | –                     | –                     | –                     |
| Kyūshū: Fukuoka Saga Nagasaki Kumamoto Ōita Miyazaki Kagoshima Okinawa | 20       | LDP 7 KDP 6 Kōmei 3 KPJ 1 Sonst. 1 Unabh. 2                             | | DVP | 3 | 2 | 279.509 | 4,4 % | 1 | Shinji Nagatomo       | –                     | –                     | –                     | –                     |
| Kyūshū: Fukuoka Saga Nagasaki Kumamoto Ōita Miyazaki Kagoshima Okinawa | 20       | LDP 7 KDP 6 Kōmei 3 KPJ 1 Sonst. 1 Unabh. 2                             | | ReiShin | 1 | 1 | 243.284 | 3,9 % | 0 | –                     | –                     | –                     | –                     | –                     |
| Kyūshū: Fukuoka Saga Nagasaki Kumamoto Ōita Miyazaki Kagoshima Okinawa | 20       | LDP 7 KDP 6 Kōmei 3 KPJ 1 Sonst. 1 Unabh. 2                             | | SDP | 5 | 3 | 221.221 | 3,5 % | 0 | –                     | –                     | –                     | –                     | –                     |
| Kyūshū: Fukuoka Saga Nagasaki Kumamoto Ōita Miyazaki Kagoshima Okinawa | 20       | LDP 7 KDP 6 Kōmei 3 KPJ 1 Sonst. 1 Unabh. 2                             | | N-Partei | 1 | 1 | 98.506 | 1,6 % | 0 | –                     | –                     | –                     | –                     | –                     |
| Summe                                                                  | 176      | LDP 66 KDP 61 Kōmei 21 KPJ 11 Ishin 8 DVP 2 ReiShin 1 Unabh. 5 Sonst. 1 | Verhältniswahl: StimmenStimmenanteil in % 403020100 34,7 %20,0 %14,0 %12,4 %7,2 %4,5 %3,9 %3,3 % LDPKDPIshinKōmeiKPJDVPReiShinSonst. | Verhältniswahl: StimmenStimmenanteil in % 403020100 34,7 %20,0 %14,0 %12,4 %7,2 %4,5 %3,9 %3,3 % LDPKDPIshinKōmeiKPJDVPReiShinSonst. | Verhältniswahl: StimmenStimmenanteil in % 403020100 34,7 %20,0 %14,0 %12,4 %7,2 %4,5 %3,9 %3,3 % LDPKDPIshinKōmeiKPJDVPReiShinSonst. | Verhältniswahl: StimmenStimmenanteil in % 403020100 34,7 %20,0 %14,0 %12,4 %7,2 %4,5 %3,9 %3,3 % LDPKDPIshinKōmeiKPJDVPReiShinSonst. | Verhältniswahl: StimmenStimmenanteil in % 403020100 34,7 %20,0 %14,0 %12,4 %7,2 %4,5 %3,9 %3,3 % LDPKDPIshinKōmeiKPJDVPReiShinSonst. | Verhältniswahl: StimmenStimmenanteil in % 403020100 34,7 %20,0 %14,0 %12,4 %7,2 %4,5 %3,9 %3,3 % LDPKDPIshinKōmeiKPJDVPReiShinSonst. | Verhältniswahl: StimmenStimmenanteil in % 403020100 34,7 %20,0 %14,0 %12,4 %7,2 %4,5 %3,9 %3,3 % LDPKDPIshinKōmeiKPJDVPReiShinSonst. | Verhältniswahl: Sitze | Verhältniswahl: Sitze | Verhältniswahl: Sitze | Verhältniswahl: Sitze | Verhältniswahl: Sitze |

## Mehrheitswahl
| Lager (Bündnis?)                                                        | Partei   | Bestrittene Wahlkreise | Anteil |
| ----------------------------------------------------------------------- | -------- | ---------------------- | ------ |
| Regierung (praktisch flächendeckend)                                    | LDP      | 277                    | 95,8 % |
| Regierung (praktisch flächendeckend)                                    | Kōmei    | 9                      | 3,1 %  |
| Mitte-links-Opposition (in über zwei Dritteln des Landes)               | KDP      | 214                    | 74,0 % |
| Mitte-links-Opposition (in über zwei Dritteln des Landes)               | KPJ      | 105                    | 36,3 % |
| Mitte-links-Opposition (in über zwei Dritteln des Landes)               | SDP      | 9                      | 3,1 %  |
| Mitte-links-Opposition (in über zwei Dritteln des Landes)               | ReiShin  | 12                     | 4,2 %  |
| Mitte-links-Opposition (in über zwei Dritteln des Landes)               | DVP      | 21                     | 7,3 %  |
| –                                                                       | Ishin    | 94                     | 32,5 % |
| –                                                                       | N-Partei | 27                     | 9,3 %  |
| Sonstige & Unabhängige (inkl. Unabh. mit Wahlempfehlungen von Parteien) | Sonst.   | (9 Kandidaten)         | n/a    |
| Sonstige & Unabhängige (inkl. Unabh. mit Wahlempfehlungen von Parteien) | Unabh.   | (80 Kandidaten)        | n/a    |

- KPJ: 1
- SDP: 1
- KDP: 57
- DVP: 6
- Ishin: 16
- Unabh.: 12
- Kōmeitō: 9
- LDP: 187

| Präfektur (-to/-dō/-fu-/-ken) | Wahlkreis | Bisheriger Abgeordneter (Stand: 19. Oktober 2021)  | Partei                                             | Partei                                             | Wahlergebnis (Sortierung: Höhe des Wahlsiegs in %pkt.)                                                                              | Partei des Siegers                          | Partei des Siegers                          |
| ----------------------------- | --------- | -------------------------------------------------- | -------------------------------------------------- | -------------------------------------------------- | --- | ------------------------------------------- | ------------------------------------------- |
| Hokkaidō                      | 1         | Daiki Michishita                                   |                                                    | KDP                                                | Daiki Michishita (KDP) 45,3 % Toshimitsu Funahashi (LDP – Kōmei) 41,0 % Satoru Kobayashi (Ishin) 13,7 %                             |                                             | KDP                                         |
| Hokkaidō                      | 2         | Kenkō Matsuki                                      |                                                    | KDP                                                | Kenkō Matsuki (KDP – ReiShin) 44,7 % Yūsuke Takahashi (LDP – Kōmei) 37,9 % Izumi Yamazaki (Ishin) 17,4 %                            |                                             | KDP                                         |
| Hokkaidō                      | 3         | Satoshi Arai                                       |                                                    | KDP                                                | Hirohisa Takagi (LDP – Kōmei) 44,7 % Yutaka Arai (KDP) 43,0 % Yasufumi Kowada (Ishin) 12,4 %                                        |                                             | LDP                                         |
| Hokkaidō                      | 4         | Hiroyuki Nakamura                                  |                                                    | LDP                                                | Hiroyuki Nakamura (LDP – Kōmei) 50,2 % Kureha Ōtsuki (KDP) 49,8 %                                                                   |                                             | LDP                                         |
| Hokkaidō                      | 5         | Yoshiaki Wada                                      |                                                    | LDP                                                | Yoshiaki Wada (LDP – Kōmei) 50,6 % Maki Ikeda (KDP) 40,3 %                                                                          |                                             | LDP                                         |
| Hokkaidō                      | 6         | Takahiro Sasaki                                    |                                                    | KDP                                                | Kuniyoshi Azuma (LDP – Kōmei) 55,5 % Masahito Nishikawa (KDP) 40,3 %                                                                |                                             | LDP                                         |
| Hokkaidō                      | 7         | Yoshitaka Itō                                      |                                                    | LDP                                                | Yoshitaka Itō (LDP – Kōmei) 58,0 % Naoko Shinoda (KDP) 32,7 %                                                                       |                                             | LDP                                         |
| Hokkaidō                      | 8         | Seiji Ōsaka                                        |                                                    | KDP                                                | Seiji Ōsaka (KDP) 52,7 % Kazuo Maeda (LDP – Kōmei) 47,3 %                                                                           |                                             | KDP                                         |
| Hokkaidō                      | 9         | Manabu Horii                                       |                                                    | LDP                                                | Tatsumaru Yamaoka (KDP) 51,5 % Manabu Horii (LDP – Kōmei) 48,5 %                                                                    |                                             | KDP                                         |
| Hokkaidō                      | 10        | Hisashi Inatsu                                     |                                                    | Kōmei                                              | Hisashi Inatsu (Kōmei – LDP) 53,9 % Hiroshi Kamiya (KDP) 46,1 %                                                                     |                                             | Kōmei                                       |
| Hokkaidō                      | 11        | Kaori Ishikawa                                     |                                                    | KDP                                                | Kaori Ishikawa (KDP) 51,8 % Yūko Nakagawa (LDP – Kōmei) 48,2 %                                                                      |                                             | KDP                                         |
| Hokkaidō                      | 12        | Arata Takebe                                       |                                                    | LDP                                                | Arata Takebe (LDP – Kōmei) 58,4 % Eisei Kawaharada (KDP) 33,1 %                                                                     |                                             | LDP                                         |
| Aomori                        | 1         | Jun Tsushima                                       |                                                    | LDP                                                | Akinori Eto (LDP – Kōmei) 52,4 % Sekio Masuta (KDP) 37,4 % Mio Saitō (KPJ) 10,2 %                                                   |                                             | LDP                                         |
| Aomori                        | 2         | Tadamori Ōshima                                    |                                                    | LDP                                                | Jun’ichi Kanda (LDP – Kōmei) 61,5 % Noriko Takahata (KDP) 32,1 %                                                                    |                                             | LDP                                         |
| Aomori                        | 3         | Jirō Kimura                                        |                                                    | LDP                                                | Jirō Kimura (LDP – Kōmei) 65,0 % Takashi Yamauchi (KDP) 35,0 %                                                                      |                                             | LDP                                         |
| Iwate                         | 1         | Takeshi Shina                                      |                                                    | KDP                                                | Takeshi Shina (KDP) 51,2 % Hinako Takahashi (LDP – Kōmei) 36,9 % Kyōko Yoshida (KPJ) 11,9 %                                         |                                             | KDP                                         |
| Iwate                         | 2         | Shun’ichi Suzuki                                   |                                                    | LDP                                                | Shun’ichi Suzuki (LDP – Kōmei) 68,0 % Masahide Ōbayashi (KDP) 30,4 %                                                                |                                             | LDP                                         |
| Iwate                         | 3         | Ichirō Ozawa                                       |                                                    | KDP                                                | Takashi Fujiwara (LDP – Kōmei) 52,1 % Ichirō Ozawa (KDP) 47,9 %                                                                     |                                             | LDP                                         |
| Miyagi                        | 1         | Tōru Doi                                           |                                                    | LDP                                                | Tōru Doi (LDP – Kōmei) 43,4 % Akiko Okamoto (KDP) 41,2 %                                                                            |                                             | LDP                                         |
| Miyagi                        | 2         | Ken’ya Akiba                                       |                                                    | LDP                                                | Sayuri Kamata (KDP) 49,0 % Ken’ya Akiba (LDP – Kōmei) 48,7 %                                                                        |                                             | KDP                                         |
| Miyagi                        | 3         | Akihiro Nishimura                                  |                                                    | LDP                                                | Akihiro Nishimura (LDP – Kōmei) 59,3 % Sonoko Ōno (KDP) 37,1 %                                                                      |                                             | LDP                                         |
| Miyagi                        | 4         | Shintarō Itō                                       |                                                    | LDP                                                | Shintarō Itō (LDP – Kōmei) 56,5 % Yumi Funayama (KPJ) 22,7 % Atsushi Hayasaka (Ishin) 20,8 %                                        |                                             | LDP                                         |
| Miyagi                        | 5         | Jun Azumi                                          |                                                    | KDP                                                | Jun Azumi (KDP) 56,9 % Chisato Morishita (LDP – Kōmei) 43,1 %                                                                       |                                             | KDP                                         |
| Miyagi                        | 6         | Itsunori Onodera                                   |                                                    | LDP                                                | Itsunori Onodera (LDP – Kōmei) 83,2 % Takaji Naitō (KPJ) 16,8 %                                                                     |                                             | LDP                                         |
| Akita                         | 1         | Hiroyuki Togashi                                   |                                                    | LDP                                                | Hiroyuki Togashi (LDP – Kōmei) 51,9 % Manabu Terata (KDP) 48,1 %                                                                    |                                             | LDP                                         |
| Akita                         | 2         | Katsutoshi Kaneda                                  |                                                    | LDP                                                | Takashi Midorikawa (KDP) 52,5 % Katsutoshi Kaneda (LDP – Kōmei) 47,5 %                                                              |                                             | KDP                                         |
| Akita                         | 3         | Nobuhide Minorikawa                                |                                                    | LDP                                                | Nobuhide Minorikawa (LDP – Kōmei) 77,9 % Akira Sugiyama (KPJ) 22,1 %                                                                |                                             | LDP                                         |
| Yamagata                      | 1         | Toshiaki Endō                                      |                                                    | LDP                                                | Toshiaki Endō (LDP – Kōmei) 60,0 % Masahiro Harada (KDP) 40,0 %                                                                     |                                             | LDP                                         |
| Yamagata                      | 2         | Norikazu Suzuki                                    |                                                    | LDP                                                | Norikazu Suzuki (LDP – Kōmei) 61,8 % Ken’ichi Katō (DVP) 38,2 %                                                                     |                                             | LDP                                         |
| Yamagata                      | 3         | Ayuko Katō                                         |                                                    | LDP                                                | Ayuko Katō (LDP – Kōmei) 58,1 % Hitomi Abe (Unabh.) 35,5 %                                                                          |                                             | LDP                                         |
| Fukushima                     | 1         | Emi Kaneko                                         |                                                    | KDP                                                | Emi Kaneko (KDP – SDP) 51,1 % Yoshitami Kameoka (LDP – Kōmei) 48,9 %                                                                |                                             | KDP                                         |
| Fukushima                     | 2         | Takumi Nemoto                                      |                                                    | LDP                                                | Takumi Nemoto (LDP – Kōmei) 54,6 % Yūki Haba (KDP) 45,4 %                                                                           |                                             | LDP                                         |
| Fukushima                     | 3         | Kōichirō Genba                                     |                                                    | KDP                                                | Kōichirō Genba (KDP) 54,2 % Kentarō Uesugi (LDP – Kōmei) 45,8 %                                                                     |                                             | KDP                                         |
| Fukushima                     | 4         | Ichirō Kanke                                       |                                                    | LDP                                                | Shinji Oguma (KDP) 51,0 % Ichirō Kanke (LDP – Kōmei) 49,0 %                                                                         |                                             | KDP                                         |
| Fukushima                     | 5         | Masayoshi Yoshino                                  |                                                    | LDP                                                | Masayoshi Yoshino (LDP – Kōmei) 62,7 % Tomo Kumagai (KPJ) 37,3 %                                                                    |                                             | LDP                                         |
| Ibaraki                       | 1         | Yoshinori Tadokoro                                 |                                                    | LDP                                                | Nobuyuki Fukushima (Unabh.) 52,1 % Yoshinori Tadokoro (LDP – Kōmei) 47,9 %                                                          |                                             | Unabh.                                      |
| Ibaraki                       | 2         | Fukushirō Nukaga                                   |                                                    | LDP                                                | Fukushirō Nukaga (LDP – Kōmei) 64,5 % Yukihisa Fujita (KDP) 35,5 %                                                                  |                                             | LDP                                         |
| Ibaraki                       | 3         | Yasuhiro Hanashi                                   |                                                    | LDP                                                | Yasuhiro Hanashi (LDP – Kōmei) 53,6 % Hiroki Kajioka (KDP) 31,2 % Tomoyasu Kishino (Ishin) 15,2 %                                   |                                             | LDP                                         |
| Ibaraki                       | 4         | Hiroshi Kajiyama                                   |                                                    | LDP                                                | Hiroshi Kajiyama (LDP – Kōmei) 70,5 % Yūko Mutō (Ishin) 18,0 % Kumiko Ōuchi (KPJ) 11,5 %                                            |                                             | LDP                                         |
| Ibaraki                       | 5         | Akimasa Ishikawa                                   |                                                    | LDP                                                | Satoshi Asano (DVP) 48,5 % Akimasa Ishikawa (LDP) 42,6 %                                                                            |                                             | DVP                                         |
| Ibaraki                       | 6         | Ayano Kunimitsu                                    |                                                    | LDP                                                | Ayano Kunimitsu (LDP – Kōmei) 52,5 % Yamato Aoyama (KDP) 47,5 %                                                                     |                                             | LDP                                         |
| Ibaraki                       | 7         | Kishirō Nakamura                                   |                                                    | KDP                                                | Keiko Nagaoka (LDP – Kōmei) 46,5 % Kishirō Nakamura (KDP) 44,3 %                                                                    |                                             | LDP                                         |
| Tochigi                       | 1         | Hajime Funada                                      |                                                    | LDP                                                | Hajime Funada (LDP – Kōmei) 46,2 % Noriyoshi Watanabe (KDP) 29,9 % Yūji Kashiwakura (Ishin) 19,7 %                                  |                                             | LDP                                         |
| Tochigi                       | 2         | Akio Fukuda                                        |                                                    | KDP                                                | Akio Fukuda (KDP) 53,4 % Kiyoshi Igarashi (LDP – Kōmei) 46,6 %                                                                      |                                             | KDP                                         |
| Tochigi                       | 3         | Kazuo Yana                                         |                                                    | LDP                                                | Kazuo Yana (LDP – Kōmei) 67,4 % Hiroshi Iga (KDP) 32,6 %                                                                            |                                             | LDP                                         |
| Tochigi                       | 4         | Tsutomu Satō                                       |                                                    | LDP                                                | Tsutomu Satō (LDP – Kōmei) 51,1 % Takao Fujioka (KDP) 48,9 %                                                                        |                                             | LDP                                         |
| Tochigi                       | 5         | Toshimitsu Motegi                                  |                                                    | LDP                                                | Toshimitsu Motegi (LDP – Kōmei) 77,4 % Keiko Okamura (KPJ) 22,6 %                                                                   |                                             | LDP                                         |
| Gunma                         | 1         | Asako Omi                                          |                                                    | LDP                                                | Yasutaka Nakasone (LDP – Kōmei) 56,3 % Takeshi Miyazaki (Ishin) 21,7 % Atsuko Saitō (Unabh.) 12,3 %                                 |                                             | LDP                                         |
| Gunma                         | 2         | Toshirō Ino                                        |                                                    | LDP                                                | Toshirō Ino (LDP – Kōmei) 54,0 % Keinin Horikoshi (KDP – SDP) 30,6 % Takashi Ishizeki (Unabh.) 15,3 %                               |                                             | LDP                                         |
| Gunma                         | 3         | Hiroyoshi Sasagawa                                 |                                                    | LDP                                                | Hiroyoshi Sasagawa (LDP – Kōmei) 54,6 % Kaichi Hasegawa (KDP) 43,0 %                                                                |                                             | LDP                                         |
| Gunma                         | 4         | Tatsuo Fukuda                                      |                                                    | LDP                                                | Tatsuo Fukuda (LDP – Kōmei) 65,0 % Kuniyoshi Kadokura (KDP) 35,0 %                                                                  |                                             | LDP                                         |
| Gunma                         | 5         | Yūko Obuchi                                        |                                                    | LDP                                                | Yūko Obuchi (LDP – Kōmei) 76,6 % Tatsuya Itō (KPJ) 23,4 %                                                                           |                                             | LDP                                         |
| Saitama                       | 1         | Hideki Murai                                       |                                                    | LDP                                                | Hideki Murai (LDP – Kōmei) 47,6 % Kōichi Takemasa (KDP) 38,1 %                                                                      |                                             | LDP                                         |
| Saitama                       | 2         | Yoshitaka Shindō                                   |                                                    | LDP                                                | Yoshitaka Shindō (LDP – Kōmei) 52,8 % Hideaki Takahashi (Ishin) 24,9 % Tomoko Okuda (KPJ) 22,3 %                                    |                                             | LDP                                         |
| Saitama                       | 3         | Hitoshi Kikawada                                   |                                                    | LDP                                                | Hitoshi Kikawada (LDP – Kōmei) 53,6 % Yuriko Yamakawa (KDP) 43,1 %                                                                  |                                             | LDP                                         |
| Saitama                       | 4         | Yasushi Hosaka                                     |                                                    | LDP                                                | Yasushi Hosaka (LDP – Kōmei) 52,3 % Katsuhiko Asano (DVP) 23,3 % Kaoru Kudō (KPJ) 17,0 %                                            |                                             | LDP                                         |
| Saitama                       | 5         | Yukio Edano                                        |                                                    | KDP                                                | Yukio Edano (KDP) 51,4 % Hideki Makihara (LDP – Kōmei) 48,6 %                                                                       |                                             | KDP                                         |
| Saitama                       | 6         | Atsushi Ōshima                                     |                                                    | KDP                                                | Atsushi Ōshima (KDP) 56,0 % Kazuyuki Nakane (LDP – Kōmei) 44,0 %                                                                    |                                             | KDP                                         |
| Saitama                       | 7         | Saichi Kamiyama                                    |                                                    | LDP                                                | Hideyuki Nakano (LDP – Kōmei) 44,2 % Yasuko Komiyama (KDP) 41,7 % Michiko Iseda (Ishin) 14,1 %                                      |                                             | LDP                                         |
| Saitama                       | 8         | Masahiko Shibayama                                 |                                                    | LDP                                                | Masahiko Shibayama (LDP – Kōmei) 51,6 % Masatoshi Onozuka (KDP) 48,4 %                                                              |                                             | LDP                                         |
| Saitama                       | 9         | Taku Ōtsuka                                        |                                                    | LDP                                                | Taku Ōtsuka (LDP – Kōmei) 53,4 % Shinji Sugimura (KDP) 36,8 %                                                                       |                                             | LDP                                         |
| Saitama                       | 10        | Taimei Yamaguchi                                   |                                                    | LDP                                                | Susumu Yamaguchi (LDP – Kōmei) 51,6 % Yūnosuke Sakamoto (KDP) 48,4 %                                                                |                                             | LDP                                         |
| Saitama                       | 11        | Ryūji Koizumi                                      |                                                    | LDP                                                | Ryūji Koizumi (LDP – Kōmei) 61,9 % Makoto Shimada (KDP) 27,2 % Shin’ya Koyama (KPJ) 10,9 %                                          |                                             | LDP                                         |
| Saitama                       | 12        | Atsushi Nonaka                                     |                                                    | LDP                                                | Toshikazu Morita (KDP) 51,0 % Atsushi Nonaka (LDP – Kōmei) 49,0 %                                                                   |                                             | KDP                                         |
| Saitama                       | 13        | Shinako Tsuchiya                                   |                                                    | LDP                                                | Shinako Tsuchiya (LDP – Kōmei) 49,4 % Sōta Misumi (KDP) 42,5 %                                                                      |                                             | LDP                                         |
| Saitama                       | 14        | Hiromi Mitsubayashi                                |                                                    | LDP                                                | Hiromi Mitsubayashi (LDP – Kōmei) 51,6 % Yoshihiro Suzuki (DVP) 33,1 % Tsutomu Tamura (KPJ) 15,3 %                                  |                                             | LDP                                         |
| Saitama                       | 15        | Ryōsei Tanaka                                      |                                                    | LDP                                                | Ryōsei Tanaka (LDP – Kōmei) 45,9 % Rentarō Takagi (KDP) 32,4 % Ryō Sawada (Ishin) 21,8 %                                            |                                             | LDP                                         |
| Chiba                         | 1         | Hiroaki Kadoyama                                   |                                                    | LDP                                                | Kaname Tajima (KDP) 56,3 % Hiroaki Kadoyama (LDP – Kōmei) 43,7 %                                                                    |                                             | KDP                                         |
| Chiba                         | 2         | Takayuki Kobayashi                                 |                                                    | LDP                                                | Takayuki Kobayashi (LDP – Kōmei) 62,0 % Yū Kudō (KDP) 28,2 %                                                                        |                                             | LDP                                         |
| Chiba                         | 3         | Hirokazu Matsuno                                   |                                                    | LDP                                                | Hirokazu Matsuno (LDP – Kōmei) 61,9 % Kazumasa Okajima (KDP) 38,1 %                                                                 |                                             | LDP                                         |
| Chiba                         | 4         | Yoshihiko Noda                                     |                                                    | KDP                                                | Yoshihiko Noda (KDP) 64,5 % Tetsuya Kimura (LDP – Kōmei) 35,5 %                                                                     |                                             | KDP                                         |
| Chiba                         | 5         | Kentarō Sonoura                                    |                                                    | LDP                                                | Kentarō Sonoura (LDP – Kōmei) 47,0 % Kentarō Yazaki (KDP) 29,3 % Tamotsu Shiiki (Ishin) 13,5 % Atsushi Tokita (DVP) 10,2 %          |                                             | LDP                                         |
| Chiba                         | 6         | Hiromichi Watanabe                                 |                                                    | LDP                                                | Hiromichi Watanabe (LDP – Kōmei) 42,5 % Kenta Fujimaki (Ishin) 25,7 % Fumiko Asano (KPJ) 17,1 % Yukio Ubukata (Unabh.) 14,8 %       |                                             | LDP                                         |
| Chiba                         | 7         | Ken Saitō                                          |                                                    | LDP                                                | Ken Saitō (LDP – Kōmei) 55,0 % Chiharu Takeuchi (KDP) 30,6 % Akira Uchiyama (Ishin) 12,3 %                                          |                                             | LDP                                         |
| Chiba                         | 8         | Yoshitaka Sakurada                                 |                                                    | LDP                                                | Satoshi Honjō (KDP) 59,7 % Yoshitaka Sakurada (LDP – Kōmei) 36,0 %                                                                  |                                             | KDP                                         |
| Chiba                         | 9         | Masatoshi Akimoto                                  |                                                    | LDP                                                | Sōichirō Okuno (KDP) 51,1 % Masatoshi Akimoto (LDP – Kōmei) 48,9 %                                                                  |                                             | KDP                                         |
| Chiba                         | 10        | Motoo Hayashi                                      |                                                    | LDP                                                | Motoo Hayashi (LDP – Kōmei) 47,3 % Hajime Yatagawa (KDP) 45,7 %                                                                     |                                             | LDP                                         |
| Chiba                         | 11        | Eisuke Mori                                        |                                                    | LDP                                                | Eisuke Mori (LDP – Kōmei) 64,4 % Fumiaki Shiina (KPJ) 17,8 % Ryō Tagaya (ReiShin) 17,7 %                                            |                                             | LDP                                         |
| Chiba                         | 12        | Yasukazu Hamada                                    |                                                    | LDP                                                | Yasukazu Hamada (LDP – Kōmei) 64,0 % Takeshi Hidaka (KDP) 29,5 %                                                                    |                                             | LDP                                         |
| Chiba                         | 13        | Takaki Shirasuka                                   |                                                    | Unabh.                                             | Hisashi Matsumoto (LDP – Kōmei) 45,1 % Shin Miyakawa (KDP) 35,8 % Kiyoshi Shimizu (Ishin) 19,1 %                                    |                                             | LDP                                         |
| Tokio                         | 1         | Banri Kaieda                                       |                                                    | KDP                                                | Miki Yamada (LDP – Kōmei) 39,0 % Banri Kaieda (KDP) 35,4 % Taisuke Ono (Ishin) 23,7 %                                               |                                             | LDP                                         |
| Tokio                         | 2         | Kiyoto Tsuji                                       |                                                    | LDP                                                | Kiyoto Tsuji (LDP – Kōmei) 43,4 % Akihiro Matsuo (KDP) 32,9 % Takatane Kiuchi (Ishin) 16,7 %                                        |                                             | LDP                                         |
| Tokio                         | 3         | Hirotaka Ishihara                                  |                                                    | LDP                                                | Jin Matsubara (KDP) 45,9 % Hirotaka Ishihara (LDP – Kōmei) 42,9 % Katsusuke Kōzai (KPJ) 11,3 %                                      |                                             | KDP                                         |
| Tokio                         | 4         | Masaaki Taira                                      |                                                    | LDP                                                | Masaaki Taira (LDP – Kōmei) 51,5 % Tomoyuki Tanigawa (KPJ) 24,9 % Tomooki Hayashi (Ishin) 23,6 %                                    |                                             | LDP                                         |
| Tokio                         | 5         | Kenji Wakamiya                                     |                                                    | LDP                                                | Yoshio Tezuka (KDP – ReiShin, SDP) 41,0 % Kenji Wakamiya (LDP – Kōmei) 39,0 % Masafuchi Tabuchi (Ishin) 20,0 %                      |                                             | KDP                                         |
| Tokio                         | 6         | Takayuki Ochiai                                    |                                                    | KDP                                                | Takayuki Ochiai (KDP – ReiShin, SDP) 40,1 % Takao Ochi (LDP – Kōmei) 38,3 % Rie Usui (Ishin) 21,6 %                                 |                                             | KDP                                         |
| Tokio                         | 7         | Akira Nagatsuma                                    |                                                    | KDP                                                | Akira Nagatsuma (KDP) 49,2 % Fumiaki Matsumoto (LDP – Kōmei) 32,1 % Kentarō Tsuji (Ishin) 14,9 %                                    |                                             | KDP                                         |
| Tokio                         | 8         | Nobuteru Ishihara                                  |                                                    | LDP                                                | Harumi Yoshida (KDP – ReiShin, SDP) 48,4 % Nobuteru Ishihara (LDP) 37,2 % Keiji Kasatani (Ishin) 14,4 %                             |                                             | KDP                                         |
| Tokio                         | 9         | vakant (zuletzt Isshū Sugawara, LDP)               |                                                    |                                                    | Issei Yamagishi (KDP – SDP) 40,9 % Takao Andō (LDP – Kōmei) 35,6 % Jin Minami (Ishin) 17,9 %                                        |                                             | KDP                                         |
| Tokio                         | 10        | Hayato Suzuki                                      |                                                    | LDP                                                | Hayato Suzuki (LDP – Kōmei) 43,8 % Yōsuke Suzuki (KDP – ReiShin, SDP) 41,1 % Takashi Fujikawa (Ishin) 11,6 %                        |                                             | LDP                                         |
| Tokio                         | 11        | Hakubun Shimomura                                  |                                                    | LDP                                                | Hakubun Shimomura (LDP – Kōmei) 50,0 % Yukihiko Akutsu (KDP – SDP) 35,8 % Shūto Nishinohara (KPJ) 12,0 %                            |                                             | LDP                                         |
| Tokio                         | 12        | Akihiro Ōta                                        |                                                    | Kōmei                                              | Mitsunari Okamoto (Kōmei – LDP) 39,9 % Tsukasa Abe (Ishin) 31,7 % Saori Ikeuchi (KPJ – ReiShin, SDP) 28,4 %                         |                                             | Kōmei                                       |
| Tokio                         | 13        | Ichirō Kamoshita                                   |                                                    | LDP                                                | Shin Tsuchida (LDP – Kōmei) 49,3 % Tomohiko Kitajō (KDP) 33,5 % Shingo Sawada (KPJ) 12,9 %                                          |                                             | LDP                                         |
| Tokio                         | 14        | Midori Matsushima                                  |                                                    | LDP                                                | Midori Matsushima (LDP – Kōmei) 43,3 % Taketsuka Kimura (KDP) 32,2 % Emi Nishimura (Ishin) 19,7 %                                   |                                             | LDP                                         |
| Tokio                         | 15        | Tsukasa Akimoto                                    |                                                    | Unabh.                                             | Mito Kakizawa (Unabh. – LDP) 32,0 % Masae Ido (KDP – SDP) 24,7 % Yui Kanazawa (Ishin) 18,8 % Hirofumi Imamura (Unabh. – LDP) 11,2 % |                                             | Unabh.                                      |
| Tokio                         | 16        | Hideo Ōnishi                                       |                                                    | LDP                                                | Hideo Ōnishi (LDP – Kōmei) 38,7 % Makoto Mizuno (KDP) 29,8 % Hirosato Nakatsugawa (Ishin) 17,1 % Ayaka Ōta (KPJ) 11,7 %             |                                             | LDP                                         |
| Tokio                         | 17        | Katsuei Hirasawa                                   |                                                    | LDP                                                | Katsuei Hirasawa (LDP) 50,1 % Sachiko Inoguchi (Ishin) 22,0 % Sugio Arai (KPJ) 15,3 % Yoriko Madoka (DVP) 12,6 %                    |                                             | LDP                                         |
| Tokio                         | 18        | Naoto Kan                                          |                                                    | KDP                                                | Naoto Kan (KDP) 47,1 % Akihisa Nagashima (LDP – Kōmei) 44,7 %                                                                       |                                             | KDP                                         |
| Tokio                         | 19        | Yōhei Matsumoto                                    |                                                    | LDP                                                | Yoshinori Suematsu (KDP) 43,0 % Yōhei Matsumoto (LDP – Kōmei) 42,2 % Hideaki Yamazaki (Ishin) 14,8 %                                |                                             | KDP                                         |
| Tokio                         | 20        | Seiji Kihara                                       |                                                    | LDP                                                | Seiji Kihara (LDP – Kōmei) 52,6 % Tōru Miyamoto (KPJ) 28,8 % Jun’ichirō Maeda (Ishin) 18,6 %                                        |                                             | LDP                                         |
| Tokio                         | 21        | Akihisa Nagashima                                  |                                                    | LDP                                                | Kiyoshi Odawara (LDP – Kōmei) 45,5 % Masako Ōkawara (KDP) 40,1 % Mitsuaki Takeda (Ishin) 14,4 %                                     |                                             | LDP                                         |
| Tokio                         | 22        | Tatsuya Itō                                        |                                                    | LDP                                                | Tatsuya Itō (LDP – Kōmei) 46,9 % Ikuo Yamahana (KDP) 40,1 % Mari Kushibuchi (ReiShin) 11,4 %                                        |                                             | LDP                                         |
| Tokio                         | 23        | Masanobu Ogura                                     |                                                    | LDP                                                | Masanobu Ogura (LDP – Kōmei) 51,2 % Shunsuke Itō (KDP – ReiShin, SDP) 48,8 %                                                        |                                             | LDP                                         |
| Tokio                         | 24        | Kōichi Hagiuda                                     |                                                    | LDP                                                | Kōichi Hagiuda (LDP – Kōmei) 58,5 % Yumi Satō (DVP) 17,5 % Honoka Yoshikawa (KPJ) 17,5 %                                            |                                             | LDP                                         |
| Tokio                         | 25        | Shinji Inoue                                       |                                                    | LDP                                                | Shinji Inoue (LDP – Kōmei) 59,4 % Yukinari Shimada (KDP) 40,6 %                                                                     |                                             | LDP                                         |
| Kanagawa                      | 1         | Jun Matsumoto                                      |                                                    | Unabh.                                             | Gō Shinohara (KDP) 45,0 % Jun Matsumoto (Unabh.) 34,2 % Yoshiharu Asakawa (Ishin) 20,8 %                                            |                                             | KDP                                         |
| Kanagawa                      | 2         | Yoshihide Suga                                     |                                                    | LDP                                                | Yoshihide Suga (LDP – Kōmei) 61,1 % Eiko Okamoto (KDP) 38,9 %                                                                       |                                             | LDP                                         |
| Kanagawa                      | 3         | vakant (zuletzt Hachirō Okonogi, LDP)              |                                                    |                                                    | Kenji Nakanishi (LDP – Kōmei) 52,5 % Taketo Kobayashi (KDP) 30,2 % Tadamasa Kisaki (KPJ) 10,3 %                                     |                                             | LDP                                         |
| Kanagawa                      | 4         | Yuki Waseda                                        |                                                    | KDP                                                | Yuki Waseda (KDP) 33,0 % Keiichirō Asao (Unabh.) 31,5 % Tomohiro Yamamoto (LDP – Kōmei) 23,5 %                                      |                                             | KDP                                         |
| Kanagawa                      | 5         | Manabu Sakai                                       |                                                    | LDP                                                | Manabu Sakai (LDP – Kōmei) 53,5 % Makoto Yamazaki (KDP) 46,5 %                                                                      |                                             | LDP                                         |
| Kanagawa                      | 6         | Yōichirō Aoyagi                                    |                                                    | KDP                                                | Naoki Furukawa (LDP – Kōmei) 44,3 % Yōichirō Aoyagi (KDP – ReiShin) 42,1 % Seiichi Kushida (Ishin) 13,5 %                           |                                             | LDP                                         |
| Kanagawa                      | 7         | Keisuke Suzuki                                     |                                                    | LDP                                                | Keisuke Suzuki (LDP – Kōmei) 50,9 % Kazuma Nakatani (KDP – ReiShin) 49,1 %                                                          |                                             | LDP                                         |
| Kanagawa                      | 8         | Kenji Eda                                          |                                                    | KDP                                                | Kenji Eda (KDP) 52,6 % Hidehiro Mitani (LDP – Kōmei) 47,4 %                                                                         |                                             | KDP                                         |
| Kanagawa                      | 9         | Hirofumi Ryū                                       |                                                    | KDP                                                | Hirofumi Ryū (KDP) 42,4 % Norihiro Nakayama (LDP – Kōmei) 34,9 % Taisei Yoshida (Ishin) 12,4 % Nodoka Saitō (KPJ) 10,3 %            |                                             | KDP                                         |
| Kanagawa                      | 10        | Kazunori Tanaka                                    |                                                    | LDP                                                | Kazunori Tanaka (LDP – Kōmei) 41,4 % Ryūna Kanemura (Ishin) 27,5 % Kimie Hatano (KPJ) 19,3 % Atsushi Suzuki (DVP) 11,8 %            |                                             | LDP                                         |
| Kanagawa                      | 11        | Shinjirō Koizumi                                   |                                                    | LDP                                                | Shinjirō Koizumi (LDP) 79,2 % Nobuaki Hayashi (KPJ) 20,8 %                                                                          |                                             | LDP                                         |
| Kanagawa                      | 12        | Tomoko Abe                                         |                                                    | KDP                                                | Tomoko Abe (KDP) 42,4 % Tsuyoshi Hoshino (LDP – Kōmei) 40,7 % Masashi Mito (Ishin) 16,9 %                                           |                                             | KDP                                         |
| Kanagawa                      | 13        | Akira Amari                                        |                                                    | LDP                                                | Hideshi Futori (KDP) 51,1 % Akira Amari (LDP – Kōmei) 48,9 %                                                                        |                                             | KDP                                         |
| Kanagawa                      | 14        | Jirō Akama                                         |                                                    | LDP                                                | Jirō Akama (LDP – Kōmei) 53,8 % Yoshihiro Nagatomo (KDP) 46,2 %                                                                     |                                             | LDP                                         |
| Kanagawa                      | 15        | Tarō Kōno                                          |                                                    | LDP                                                | Tarō Kōno (LDP – Kōmei) 79,3 % Katsumi Sasaki (SDP) 17,5 %                                                                          |                                             | LDP                                         |
| Kanagawa                      | 16        | Hiroyuki Yoshiie                                   |                                                    | LDP                                                | Yūichi Gotō (KDP) 54,6 % Hiroyuki Yoshiie (LDP – Kōmei) 45,4 %                                                                      |                                             | KDP                                         |
| Kanagawa                      | 17        | Karen Makishima                                    |                                                    | LDP                                                | Karen Makishima (LDP – Kōmei) 55,3 % Yōsuke Kamiyama (KDP) 37,9 %                                                                   |                                             | LDP                                         |
| Kanagawa                      | 18        | Daishirō Yamagiwa                                  |                                                    | LDP                                                | Daishirō Yamagiwa (LDP – Kōmei) 47,7 % Kazuya Mimura (KDP) 35,8 % Mitsuhiro Yokota (Ishin) 16,5 %                                   |                                             | LDP                                         |
| Niigata                       | 1         | Chinami Nishimura                                  |                                                    | KDP                                                | Chinami Nishimura (KDP – SDP) 52,6 % Ichirō Tsukada (LDP – Kōmei) 39,9                                                              |                                             | KDP                                         |
| Niigata                       | 2         | Eiichirō Washio                                    |                                                    | LDP                                                | Ken’ichi Hosoda (LDP – Kōmei) 59,9 % Sakae Takakura (DVP) 21,1 % Ayako Taira (KPJ) 19,0 %                                           |                                             | LDP                                         |
| Niigata                       | 3         | Takahiro Kuroiwa                                   |                                                    | KDP                                                | Hiroaki Saitō (LDP – Kōmei) 53,6 % Takahiro Kuroiwa (KDP) 46,4 %                                                                    |                                             | LDP                                         |
| Niigata                       | 4         | Makiko Kikuta                                      |                                                    | KDP                                                | Makiko Kikuta (KDP – SDP) 50,1 % Isato Kunisada (LDP – Kōmei) 49,9 %                                                                |                                             | KDP                                         |
| Niigata                       | 5         | Hirohiko Izumida                                   |                                                    | LDP                                                | Ryūichi Yoneyama (Unabh. – KDP, KPJ, SDP) 45,0 % Hirohiko Izumida (LDP – Kōmei) 34,4 % Tamio Mori (Unabh.) 20,6 %                   |                                             | Unabh.                                      |
| Niigata                       | 6         | Shūichi Takatori                                   |                                                    | LDP                                                | Mamoru Umetani (KDP) 49,6 % Shūichi Takatori (LDP – Kōmei) 49,5 %                                                                   |                                             | KDP                                         |
| Toyama                        | 1         | Hiroaki Tabata                                     |                                                    | LDP                                                | Hiroaki Tabata (LDP – Kōmei) 51,8 % Toyofumi Yoshida (Ishin) 32,8 % Masaei Nishio (KDP) 10,5 %                                      |                                             | LDP                                         |
| Toyama                        | 2         | Mitsuhiro Miyakoshi                                |                                                    | LDP                                                | Eishun Ueda (LDP – Kōmei) 68,4 % Yasuharu Koshikawa (KDP) 31,6 %                                                                    |                                             | LDP                                         |
| Toyama                        | 3         | Keiichirō Tachibana                                |                                                    | LDP                                                | Keiichirō Tachibana (LDP – Kōmei) 78,5 % Hiroshi Sakamoto (KPJ) 21,5 %                                                              |                                             | LDP                                         |
| Ishikawa                      | 1         | Hiroshi Hase                                       |                                                    | LDP                                                | Takuo Komori (LDP – Kōmei) 46,1 % Atsushi Arai (KDP – SDP) 25,3 % Makoto Kobayashi (Ishin) 23,9 %                                   |                                             | LDP                                         |
| Ishikawa                      | 2         | Hajime Sasaki                                      |                                                    | LDP                                                | Hajime Sasaki (LDP – Kōmei) 78,4 % Hiroshi Sakamoto (KPJ) 15,5 %                                                                    |                                             | LDP                                         |
| Ishikawa                      | 3         | Shōji Nishida                                      |                                                    | LDP                                                | Shōji Nishida (LDP – Kōmei) 50,7 % Kazuya Kondō (KDP – SDP) 48,3 %                                                                  |                                             | LDP                                         |
| Fukui                         | 1         | Tomomi Inada                                       |                                                    | LDP                                                | Tomomi Inada (LDP – Kōmei) 65,5 % Tomihisa Noda (KDP) 34,5 %                                                                        |                                             | LDP                                         |
| Fukui                         | 2         | Tsuyoshi Takagi                                    |                                                    | LDP                                                | Tsuyoshi Takagi (LDP – Kōmei) 53,9 % Takeshi Saiki (KDP) 46,1 %                                                                     |                                             | LDP                                         |
| Yamanashi                     | 1         | Katsuhito Nakajima                                 |                                                    | KDP                                                | Shin’ichi Nakatani (LDP – Kōmei) 50,5 % Katsuhito Nakajima (KDP – SDP) 47,6 %                                                       |                                             | LDP                                         |
| Yamanashi                     | 2         | Noriko Horiuchi                                    |                                                    | LDP                                                | Noriko Horiuchi (LDP – Kōmei) 67,9 % Tomoko Ichiki (KDP – SDP) 27,7 %                                                               |                                             | LDP                                         |
| Nagano                        | 1         | Takashi Shinohara                                  |                                                    | KDP                                                | Kenta Wakabayashi (LDP – Kōmei) 51,3 % Takashi Shinohara (KDP) 48,7 %                                                               |                                             | LDP                                         |
| Nagano                        | 2         | Mitsu Shimojō                                      |                                                    | KDP                                                | Mitsu Shimojō (KDP) 47,5 % Shunsuke Mutai (LDP – Kōmei) 32,3 % Daisuke Tezuka (Ishin) 20,2 %                                        |                                             | KDP                                         |
| Nagano                        | 3         | Yōsei Ide                                          |                                                    | LDP                                                | Yōsei Ide (LDP – Kōmei) 51,5 % Takeshi Kōzu (KDP) 46,9 %                                                                            |                                             | LDP                                         |
| Nagano                        | 4         | Shigeyuki Gotō                                     |                                                    | LDP                                                | Shigeyuki Gotō (LDP – Kōmei) 62,6 % Yukiko Nagase (KPJ) 37,4 %                                                                      |                                             | LDP                                         |
| Nagano                        | 5         | Ichirō Miyashita                                   |                                                    | LDP                                                | Ichirō Miyashita (LDP – Kōmei) 54,9 % Itsurō Soga (KDP – ReiShin) 45,1 %                                                            |                                             | LDP                                         |
| Gifu                          | 1         | Seiko Noda                                         |                                                    | LDP                                                | Seiko Noda (LDP – Kōmei) 62,5 % Keisuke Kawamoto (KDP) 29,3 %                                                                       |                                             | LDP                                         |
| Gifu                          | 2         | Yasufumi Tanahashi                                 |                                                    | LDP                                                | Yasufumi Tanahashi (LDP – Kōmei) 65,8 % Yuriko Ōtani (DVP) 24,3 %                                                                   |                                             | LDP                                         |
| Gifu                          | 3         | Yōji Mutō                                          |                                                    | LDP                                                | Yōji Mutō (LDP – Kōmei) 58,6 % Naoto Sakaguchi (KDP) 41,4 %                                                                         |                                             | LDP                                         |
| Gifu                          | 4         | Shunpei Kaneko                                     |                                                    | LDP                                                | Shunpei Kaneko (LDP – Kōmei) 51,2 % Masato Imai (KDP) 42,2 %                                                                        |                                             | LDP                                         |
| Gifu                          | 5         | Keiji Furuya                                       |                                                    | LDP                                                | Keiji Furuya (LDP – Kōmei) 48,5 % Ruru Imai (KDP) 40,5 %                                                                            |                                             | LDP                                         |
| Shizuoka                      | 1         | Yōko Kamikawa                                      |                                                    | LDP                                                | Yōko Kamikawa (LDP – Kōmei) 52,4 % Yukihiro Endō (KDP) 27,7 % Miho Takahashi (DVP) 10,8 %                                           |                                             | LDP                                         |
| Shizuoka                      | 2         | Tatsunori Ibayashi                                 |                                                    | LDP                                                | Tatsunori Ibayashi (LDP – Kōmei) 61,1 % Takashi Fukumura (KDP) 33,1 %                                                               |                                             | LDP                                         |
| Shizuoka                      | 3         | Hiroyuki Miyazawa                                  |                                                    | LDP                                                | Nobuhiro Koyama (KDP) 52,7 % Hiroyuki Miyazawa (LDP – Kōmei) 47,3 %                                                                 |                                             | KDP                                         |
| Shizuoka                      | 4         | Yōichi Fukazawa                                    |                                                    | LDP                                                | Yōichi Fukazawa (LDP – Kōmei) 53,3 % Ken Tanaka (DVP) 31,2 % Ken’ichi Nakamura (Ishin) 15,5 %                                       |                                             | LDP                                         |
| Shizuoka                      | 5         | Gōshi Hosono                                       |                                                    | Unabh.                                             | Gōshi Hosono (Unabh.) 51,8 % Takeru Yoshikawa (LDP – Kōmei) 24,9 % Norikazu Ono (KDP) 21,1 %                                        |                                             | Unabh.                                      |
| Shizuoka                      | 6         | Shū Watanabe                                       |                                                    | KDP                                                | Takaaki Katsumata (LDP – Kōmei) 46,1 % Shū Watanabe (KDP) 44,1 %                                                                    |                                             | LDP                                         |
| Shizuoka                      | 7         | Minoru Kiuchi                                      |                                                    | LDP                                                | Minoru Kiuchi (LDP – Kōmei) 68,2 % Yūta Hiyoshi (KDP) 31,8 %                                                                        |                                             | LDP                                         |
| Shizuoka                      | 8         | Ryū Shionoya                                       |                                                    | LDP                                                | Kentarō Genma (KDP) 55,8 % Ryū Shionoya (LDP – Kōmei) 44,2 %                                                                        |                                             | KDP                                         |
| Aichi                         | 1         | Hiromichi Kumada                                   |                                                    | LDP                                                | Hiromichi Kumada (LDP – Kōmei) 48,8 % Tsunehiko Yoshida (KDP) 47,6 %                                                                |                                             | LDP                                         |
| Aichi                         | 2         | Motohisa Furukawa                                  |                                                    | DVP                                                | Motohisa Furukawa (DVP) 62,3 % Takamoto Nakagawa (LDP – Kōmei) 37,7 %                                                               |                                             | DVP                                         |
| Aichi                         | 3         | Shōichi Kondō                                      |                                                    | KDP                                                | Shōichi Kondō (KDP) 55,0 % Yoshitaka Ikeda (LDP – Kōmei) 45,0 %                                                                     |                                             | KDP                                         |
| Aichi                         | 4         | Shōzō Kudō                                         |                                                    | LDP                                                | Shōzō Kudō (LDP – Kōmei) 43,7 % Yoshio Maki (KDP) 40,8 % Chiyo Nakata (Ishin) 15,5 %                                                |                                             | LDP                                         |
| Aichi                         | 5         | Hirotaka Akamatsu                                  |                                                    | KDP                                                | Kenji Kanda (LDP – Kōmei) 41,2 % Atsushi Nishikawa (KDP) 36,6 % Maki Misaki (Ishin) 22,2 %                                          |                                             | LDP                                         |
| Aichi                         | 6         | Hideki Niwa                                        |                                                    | LDP                                                | Hideki Niwa (LDP – Kōmei) 58,3 % Isao Matsuda (KDP) 33,0 %                                                                          |                                             | LDP                                         |
| Aichi                         | 7         | Shiori Yamao                                       |                                                    | DVP                                                | Junji Suzuki (LDP – Kōmei) 54,7 % Kazuyoshi Morimoto (KDP) 33,6 % Hatsumi Suyama (KPJ) 11,7 %                                       |                                             | LDP                                         |
| Aichi                         | 8         | Tadahiko Itō                                       |                                                    | LDP                                                | Tadahiko Itō (LDP – Kōmei) 50,2 % Yutaka Banno (KDP) 49,8 %                                                                         |                                             | LDP                                         |
| Aichi                         | 9         | Yasumasa Nagasaka                                  |                                                    | LDP                                                | Yasumasa Nagasaka (LDP – Kōmei) 52,7 % Mitsunori Okamoto (KDP) 47,3 %                                                               |                                             | LDP                                         |
| Aichi                         | 10        | Tetsuma Esaki                                      |                                                    | LDP                                                | Tetsuma Esaki (LDP – Kōmei) 35,0 % Kazumi Sugimoto (Ishin) 27,0 % Norimasa Fujiwara (KDP) 23,0 %                                    |                                             | LDP                                         |
| Aichi                         | 11        | Shin’ichirō Furumoto                               |                                                    | Unabh.                                             | Tetsuya Yagi (LDP – Kōmei) 69,1 % Nobuhiro Honda (KPJ) 16,1 % Tadashi Umemura (Unabh.) 14,9 %                                       |                                             | LDP                                         |
| Aichi                         | 12        | Kazuhiko Shigetoku                                 |                                                    | KDP                                                | Kazuhiko Shigetoku (KDP) 52,7 % Shūhei Aoyama (LDP – Kōmei) 47,3 %                                                                  |                                             | KDP                                         |
| Aichi                         | 13        | Kensuke Ōnishi                                     |                                                    | KDP                                                | Kensuke Ōnishi (KDP) 52,7 % Taku Ishii (LDP – Kōmeitō) 47,3 %                                                                       |                                             | KDP                                         |
| Aichi                         | 14        | Sōichirō Imaeda                                    |                                                    | LDP                                                | Sōichirō Imaeda (LDP – Kōmei) 63,0 % Tatsunori Tanaka (KDP) 32,8 %                                                                  |                                             | LDP                                         |
| Aichi                         | 15        | Yukinori Nemoto                                    |                                                    | LDP                                                | Yukinori Nemoto (LDP – Kōmei) 52,4 % Ken’ichirō Seki (KDP) 40,6 %                                                                   |                                             | LDP                                         |
| Mie                           | 1         | Norihisa Tamura                                    |                                                    | LDP                                                | Norihisa Tamura (LDP – Kōmei) 63,1 % Naohisa Matsuda (KDP – SDP, DVP) 33,1 %                                                        |                                             | LDP                                         |
| Mie                           | 2         | Masaharu Nakagawa                                  |                                                    | KDP                                                | Hideto Kawasaki (LDP – Kōmei) 50,2 % Masaharu Nakagawa (KDP – SDP, DVP) 49,8 %                                                      |                                             | LDP                                         |
| Mie                           | 3         | Katsuya Okada                                      |                                                    | KDP                                                | Katsuya Okada (KDP – SDP, DVP) 64,1 % Masataka Ishihara (LDP – Kōmei) 35,9 %                                                        |                                             | KDP                                         |
| Mie                           | 4         | Norio Mitsuya                                      |                                                    | LDP                                                | Eikei Suzuki (LDP – Kōmei) 72,4 % Shūji Bōno (KDP – SDP, DVP) 23,2 %                                                                |                                             | LDP                                         |
| Shiga                         | 1         | Toshitaka Ōoka                                     |                                                    | LDP                                                | Toshitaka Ōoka (LDP – Kōmei) 52,2 % Alex Saitō (DVP) 45,1 %                                                                         |                                             | LDP                                         |
| Shiga                         | 2         | Ken’ichirō Ueno                                    |                                                    | LDP                                                | Ken’ichirō Ueno (LDP – Kōmei) 56,6 % Issei Tajima (KDP) 43,4 %                                                                      |                                             | LDP                                         |
| Shiga                         | 3         | Nobuhide Takemura                                  |                                                    | LDP                                                | Nobuhide Takemura (LDP – Kōmei) 52,8 % Hitoshi Naoyama (Ishin) 26,8 % Kōhei Satō (KPJ) 13,2 %                                       |                                             | LDP                                         |
| Shiga                         | 4         | Hiroo Kotera                                       |                                                    | LDP                                                | Hiroo Kotera (LDP – Kōmei) 54,6 % Hisashi Tokunaga (KDP) 45,4 %                                                                     |                                             | LDP                                         |
| Kyōto                         | 1         | Bunmei Ibuki                                       |                                                    | LDP                                                | Yasushi Katsume (LDP – Kōmei) 40,4 % Keiji Kokuta (KPJ) 30,5 % Sachiko Horiba (Ishin) 29,1 %                                        |                                             | LDP                                         |
| Kyōto                         | 2         | Seiji Maehara                                      |                                                    | DVP                                                | Seiji Maehara (DVP) 48,9 % Mamoru Shigemoto (LDP – Kōmei) 29,2 % Takuaki Chisato (KPJ) 17,0 %                                       |                                             | DVP                                         |
| Kyōto                         | 3         | Kenta Izumi                                        |                                                    | KDP                                                | Kenta Izumi (KDP) 48,2 % Yayoi Kimura (LDP – Kōmei) 33,3 % Hiroaki Inoue (Ishin) 18,5 %                                             |                                             | KDP                                         |
| Kyōto                         | 4         | Hideyuki Tanaka                                    |                                                    | LDP                                                | Keirō Kitagami (Unabh.) 44,2 % Hideyuki Tanaka (LDP – Kōmei) 37,1 % Kōichi Yoshida (KPJ) 18,7 %                                     |                                             | Unabh.                                      |
| Kyōto                         | 5         | Tarō Honda                                         |                                                    | LDP                                                | Tarō Honda (LDP – Kōmei) 49,4 % Wakako Yamamoto (KDP) 23,1 % Kazunori Inoue (Unabh. – DVP) 15,7 % Ken Yamauchi (KPJ) 11,8 %         |                                             | LDP                                         |
| Kyōto                         | 6         | Hiroshi Andō                                       |                                                    | LDP                                                | Kazunori Yamanoi (KDP) 45,2 % Kōichirō Shimizu (LDP – Kōmei) 32,0 % Hideki Nakajima (Ishin) 22,8 %                                  |                                             | KDP                                         |
| Osaka                         | 1         | Hiroyuki Ōnishi                                    |                                                    | LDP                                                | Hidetaka Inoue (Ishin) 49,4 % Hiroyuki Ōnishi (LDP – Kōmei) 30,1 % Noriatsu Murakami (KDP) 12,8 %                                   |                                             | Ishin                                       |
| Osaka                         | 2         | Akira Satō                                         |                                                    | LDP                                                | Tadashi Morishima (Ishin) 48,5 % Akira Satō (LDP – Kōmei) 32,5 % Kanako Otsuji (KDP – SDP) 19,0 %                                   |                                             | Ishin                                       |
| Osaka                         | 3         | Shigeki Satō                                       |                                                    | Kōmei                                              | Shigeki Satō (Kōmei – LDP) 44,7 % Hitoshi Hagihara (KDP) 23,4 % Yui Watanabe (KPJ) 21,4 % Eitarō Chūjō (Unabh.) 10,5 %              |                                             | Kōmei                                       |
| Osaka                         | 4         | Yasuhide Nakayama                                  |                                                    | LDP                                                | Teruo Minobe (Ishin) 46,1 % Yasuhide Nakayama (LDP – Kōmei) 31,2 % Osamu Yoshida (KDP) 12,1 % Tadashi Shimizu (KPJ) 10,5 %          |                                             | Ishin                                       |
| Osaka                         | 5         | Tōru Kunishige                                     |                                                    | Kōmei                                              | Tōru Kunishige (Kōmei – LDP) 53,1 % Takeshi Miyamoto (KPJ) 24,1 % Akiko Ōishi (ReiShin) 17,1 %                                      |                                             | Kōmei                                       |
| Osaka                         | 6         | Shin’ichi Isa                                      |                                                    | Kōmei                                              | Shin’ichi Isa (Kōmei – LDP) 54,8 % Fumiyoshi Murakami (KDP) 30,4 % Kentarō Hoshi (Unabh.) 14,8 %                                    |                                             | Kōmei                                       |
| Osaka                         | 7         | Naomi Tokashiki                                    |                                                    | LDP                                                | Takemitsu Okushita (Ishin) 45,3 % Naomi Tokashiki (LDP – Kōmei) 31,7 % Ryōsuke Nogi (KDP) 11,0 %                                    |                                             | Ishin                                       |
| Osaka                         | 8         | Takashi Ōtsuka                                     |                                                    | Unabh.                                             | Jōji Uruma (Ishin) 53,2 % Keiichirō Kōrai (LDP – Kōmei) 27,3 % Hirofumi Matsui (KDP) 19,5 %                                         |                                             | Ishin                                       |
| Osaka                         | 9         | Kenji Harada                                       |                                                    | LDP                                                | Yasushi Adachi (Ishin) 50,3 % Kenji Harada (LDP – Kōmei) 31,7 % Yūko Ōtsukuba (SDP – ReiShin, KPJ) 15,9 %                           |                                             | Ishin                                       |
| Osaka                         | 10        | Kiyomi Tsujimoto                                   |                                                    | KDP                                                | Taku Ikeshita (Ishin) 40,3 % Kiyomi Tsujimoto (KDP) 33,4 % Kazuhide Ōkuma (LDP – Kōmei) 26,3 %                                      |                                             | Ishin                                       |
| Osaka                         | 11        | Hirofumi Hirano                                    |                                                    | KDP                                                | Hiroshi Nakatsuka (Ishin) 44,7 % Yukari Satō (LDP – Kōmei) 29,8 % Hirofumi Hirano (KDP) 25,5 %                                      |                                             | Ishin                                       |
| Osaka                         | 12        | Fumitake Fujita                                    |                                                    | Ishin                                              | Fumitake Fujita (Ishin) 51,2 % Shinpei Kitakawa (LDP – Kōmei) 32,3 %                                                                |                                             | Ishin                                       |
| Osaka                         | 13        | Kōichi Munekiyo                                    |                                                    | LDP                                                | Ryōhei Iwatani (Ishin) 48,5 % Kōichi Munekiyo (LDP – Kōmei) 40,6 % Jun’ichi Kamino (KPJ) 10,9 %                                     |                                             | Ishin                                       |
| Osaka                         | 14        | Takashi Nagao                                      |                                                    | LDP                                                | Hitoshi Aoyagi (Ishin) 55,7 % Takashi Nagao (LDP – Kōmei) 30,9 % Hisashi Komatsu (KPJ) 13,5 %                                       |                                             | Ishin                                       |
| Osaka                         | 15        | Naokazu Takemoto                                   |                                                    | LDP                                                | Yasuto Urano (Ishin) 54,1 % Yōnosuke Kanō (LDP – Kōmei) 32,0 % Kimihito Tame (KPJ) 13,9 %                                           |                                             | Ishin                                       |
| Osaka                         | 16        | Kazuo Kitagawa                                     |                                                    | Kōmei                                              | Kazuo Kitagawa (Kōmei – LDP) 50,8 % Hiroyuki Moriyama (KDP) 43,6 %                                                                  |                                             | Kōmei                                       |
| Osaka                         | 17        | Nobuyuki Baba                                      |                                                    | Ishin                                              | Nobuyuki Baba (Ishin) 53,6 % Shōhei Okashita (LDP – Kōmei) 31,8 % Ryūsei Mori (KPJ) 14,6 %                                          |                                             | Ishin                                       |
| Osaka                         | 18        | Takashi Endō                                       |                                                    | Ishin                                              | Takashi Endō (Ishin) 53,0 % Noboru Kamitani (LDP – Kōmei) 27,5 % Yasushi Kawato (KDP) 11,0 %                                        |                                             | Ishin                                       |
| Osaka                         | 19        | Hodaka Maruyama                                    |                                                    | N-Partei                                           | Nobuhisa Itō (Ishin) 42,2 % Tomu Tanigawa (LDP – Kōmei) 32,2 % Takashi Nagayasu (KDP) 19,9 %                                        |                                             | Ishin                                       |
| Hyōgo                         | 1         | Masahito Moriyama                                  |                                                    | LDP                                                | Nobuhiko Isaka (KDP – DVP) 36,9 % Masahito Moriyama (LDP – Kōmei) 30,1 % Yūichirō Ichitani (Ishin) 25,0 %                           |                                             | KDP                                         |
| Hyōgo                         | 2         | Kazuyoshi Akaba                                    |                                                    | Kōmei                                              | Kazuyoshi Akaba (Kōmei – LDP) 54,2 % Jirō Funakawa (KDP) 33,7 % Tsuruo Miyano (KPJ) 12,1 %                                          |                                             | Kōmei                                       |
| Hyōgo                         | 3         | Yoshihiro Seki                                     |                                                    | LDP                                                | Yoshihiro Seki (LDP – Kōmei) 40,9 % Yūichirō Wada (Ishin) 35,4 % Yasuki Satō (DVP – KDP) 13,5 % Kazunori Akada (KPJ) 10,2 %         |                                             | LDP                                         |
| Hyōgo                         | 4         | Hisayuki Fujii                                     |                                                    | LDP                                                | Hisayuki Fujii (LDP – Kōmei) 50,0 % Masayuki Akaba (Ishin) 26,2 % Mao Imaizumi (KDP) 23,7 %                                         |                                             | LDP                                         |
| Hyōgo                         | 5         | Kōichi Tani                                        |                                                    | LDP                                                | Kōichi Tani (LDP – Kōmei) 42,5 % Ryōta Endō (Ishin) 29,5 % Yasuhiro Kajiwara (KDP) 28,0 %                                           |                                             | LDP                                         |
| Hyōgo                         | 6         | Masaki Ōgushi                                      |                                                    | LDP                                                | Kōichirō Ichimura (Ishin) 35,2 % Masaki Ōgushi (LDP – Kōmei) 34,4 % Shū Sakurai (KDP – DVP, SDP) 30,4 %                             |                                             | Ishin                                       |
| Hyōgo                         | 7         | Kenji Yamada                                       |                                                    | LDP                                                | Kenji Yamada (LDP – Kōmei) 37,5 % Kee Miki (Ishin) 36,9 % Mari Yasuda (KDP – DVP, SDP) 25,6 %                                       |                                             | LDP                                         |
| Hyōgo                         | 8         | Hiromasa Nakano                                    |                                                    | Kōmei                                              | Hiromasa Nakano (Kōmei – LDP) 58,8 % Jun Komura (KPJ – SDP) 26,6 % Megumu Tsuji (ReiShin) 14,6 %                                    |                                             | Kōmei                                       |
| Hyōgo                         | 9         | Yasutoshi Nishimura                                |                                                    | LDP                                                | Yasutoshi Nishimura (LDP – Kōmei) 76,3 % Yukari Fukuhara (KPJ – SDP) 23,7 %                                                         |                                             | LDP                                         |
| Hyōgo                         | 10        | Kisaburō Tokai                                     |                                                    | LDP                                                | Kisaburō Tokai (LDP – Kōmei) 45,0 % Kenji Horii (Ishin) 32,9 % Keiko Oki (KDP – DVP, SDP) 22,1 %                                    |                                             | LDP                                         |
| Hyōgo                         | 11        | Takeaki Matsumoto                                  |                                                    | LDP                                                | Takeaki Matsumoto (LDP – Kōmei) 49,0 % Hiroki Sumiyoshi (Ishin) 41,3 %                                                              |                                             | LDP                                         |
| Hyōgo                         | 12        | Tsuyoshi Yamaguchi                                 |                                                    | LDP                                                | Tsuyoshi Yamaguchi (LDP – Kōmei) 55,6 % Kōtarō Ikehata (Ishin) 30,3 % Takanori Sakai (KDP – DVP, SDP) 14,1 %                        |                                             | LDP                                         |
| Nara                          | 1         | Shigeki Kobayashi                                  |                                                    | LDP                                                | Sumio Mabuchi (KDP) 39,0 % Shigeki Kobayashi (LDP – Kōmei) 35,1 % Kiyoshige Maekawa (Ishin) 26,0 %                                  |                                             | KDP                                         |
| Nara                          | 2         | Sanae Takaichi                                     |                                                    | LDP                                                | Sanae Takaichi (LDP – Kōmei) 64,6 % Misato Ioku (KDP) 24,8 % Jirō Miyamoto (KPJ) 10,6 %                                             |                                             | LDP                                         |
| Nara                          | 3         | Taidō Tanose                                       |                                                    | Unabh.                                             | Taidō Tanose (Unabh.) 60,8 % Masakatsu Nishikawa (KPJ) 18,2 % Shōji Takami (Unabh.) 17,3 %                                          |                                             | Unabh.                                      |
| Wakayama                      | 1         | Shūhei Kishimoto                                   |                                                    | DVP                                                | Shūhei Kishimoto (DVP) 62,7 % Hirofumi Kado (LDP – Kōmei) 37,3 %                                                                    |                                             | DVP                                         |
| Wakayama                      | 2         | Masatoshi Ishida                                   |                                                    | LDP                                                | Masatoshi Ishida (LDP – Kōmei) 57,7 % Mikio Fujii (KDP) 25,9 % Junko Tokoro (Ishin) 14,4 %                                          |                                             | LDP                                         |
| Wakayama                      | 3         | Toshihiro Nikai                                    |                                                    | LDP                                                | Toshihiro Nikai (LDP – Kōmei) 69,3 % Yoshihiro Hatano (KPJ) 14,0 % Nana Honma (Sonst.) 12,8 %                                       |                                             | LDP                                         |
| Tottori                       | 1         | Shigeru Ishiba                                     |                                                    | LDP                                                | Shigeru Ishiba (LDP – Kōmei) 84,1 % Masakazu Okada (KPJ) 15,9 %                                                                     |                                             | LDP                                         |
| Tottori                       | 2         | Ryōsei Akazawa                                     |                                                    | LDP                                                | Ryōsei Akazawa (LDP – Kōmei) 54,0 % Shunji Yuhara (KDP) 46,0 %                                                                      |                                             | LDP                                         |
| Shimane                       | 1         | Hiroyuki Hosoda                                    |                                                    | LDP                                                | Hiroyuki Hosoda (LDP – Kōmei) 56,0 % Akiko Kamei (KDP – SDP) 41,3 %                                                                 |                                             | LDP                                         |
| Shimane                       | 2         | vakant (zuletzt Wataru Takeshita, LDP)             |                                                    |                                                    | Yasuhiro Takami (LDP – Kōmei) 62,4 % Homaru Yamamoto (KDP) 29,4 %                                                                   |                                             | LDP                                         |
| Okayama                       | 1         | Ichirō Aisawa                                      |                                                    | LDP                                                | Ichirō Aisawa (LDP – Kōmei) 55,0 % Kensuke Harada (KDP) 39,6 %                                                                      |                                             | LDP                                         |
| Okayama                       | 2         | Takashi Yamashita                                  |                                                    | LDP                                                | Takashi Yamashita (LDP – Kōmei) 56,4 % Keisuke Tsumura (KDP) 43,6 %                                                                 |                                             | LDP                                         |
| Okayama                       | 3         | Toshiko Abe                                        |                                                    | LDP                                                | Shōjirō Hiranuma (Unabh.) 44,4 % Toshiko Abe (LDP – Kōmei) 35,5 % Sakae Morimoto (KDP) 15,1 %                                       |                                             | Unabh.                                      |
| Okayama                       | 4         | Gaku Hashimoto                                     |                                                    | LDP                                                | Gaku Hashimoto (LDP – Kōmei) 49,7 % Michiyoshi Yunoki (KDP – SDP) 46,8 %                                                            |                                             | LDP                                         |
| Okayama                       | 5         | Katsunobu Katō                                     |                                                    | LDP                                                | Katsunobu Katō (LDP – Kōmei) 72,6 % Tomoko Hata (KDP) 22,4 %                                                                        |                                             | LDP                                         |
| Hiroshima                     | 1         | Fumio Kishida                                      |                                                    | LDP                                                | Fumio Kishida (LDP – Kōmei) 80,7 % Yūko Arita (SDP) 9,6 %                                                                           |                                             | LDP                                         |
| Hiroshima                     | 2         | Hiroshi Hiraguchi                                  |                                                    | LDP                                                | Hiroshi Hiraguchi (LDP – Kōmei) 65,2 % Akai Ōi (KDP) 34,8 %                                                                         |                                             | LDP                                         |
| Hiroshima                     | 3         | vakant (zuletzt Katsuyuki Kawai, LDP)              |                                                    |                                                    | Tetsuo Saitō (Kōmei – LDP) 55,1 % Mayumi Ryan (KDP) 29,9 % Hirochika Segi (Ishin) 10,2 %                                            |                                             | Kōmei                                       |
| Hiroshima                     | 4         | Masayoshi Shintani                                 |                                                    | LDP                                                | Masayoshi Shintani (LDP – Kōmei) 48,3 % Kanji Ueno (KDP) 20,8 % Seiki Soramoto (Ishin) 17,9 % Toshinao Nakagawa (Unabh.) 13,0 %     |                                             | LDP                                         |
| Hiroshima                     | 5         | Minoru Terada                                      |                                                    | LDP                                                | Minoru Terada (LDP – Kōmei) 67,7 % Kōjirō Nomura (KDP) 32,3 %                                                                       |                                             | LDP                                         |
| Hiroshima                     | 6         | Kōji Satō                                          |                                                    | KDP                                                | Kōji Satō (KDP) 51,4 % Toshifumi Kojima (LDP – Kōmei) 48,6 %                                                                        |                                             | KDP                                         |
| Hiroshima                     | 7         | Fumiaki Kobayashi                                  |                                                    | LDP                                                | Fumiaki Kobayashi (LDP – Kōmei) 66,4 % Hironori Satō (KDP) 24,5 %                                                                   |                                             | LDP                                         |
| Yamaguchi                     | 1         | Masahiro Kōmura                                    |                                                    | LDP                                                | Masahiro Kōmura (LDP – Kōmei) 70,1 % Kazuya Ōuchi (KDP) 29,9 %                                                                      |                                             | LDP                                         |
| Yamaguchi                     | 2         | Nobuo Kishi                                        |                                                    | LDP                                                | Nobuo Kishi (LDP – Kōmei) 76,9 % Kazushi Matsuda (KPJ) 23,1 %                                                                       |                                             | LDP                                         |
| Yamaguchi                     | 3         | Takeo Kawamura                                     |                                                    | LDP                                                | Yoshimasa Hayashi (LDP – Kōmei) 76,9 % Fumiko Sakamoto (KDP) 23,1 %                                                                 |                                             | LDP                                         |
| Yamaguchi                     | 4         | Shinzō Abe                                         |                                                    | LDP                                                | Shinzō Abe (LDP – Kōmei) 69,7 % Katsushi Takemura (ReiShin) 16,6 % Yoriko Ōno (Unabh.) 13,7 %                                       |                                             | LDP                                         |
| Tokushima                     | 1         | Masazumi Gotōda                                    |                                                    | LDP                                                | Hirobumi Niki (Unabh.) 50,1 % Masazumi Gotōda (LDP) 38,9 % Tomoyo Yoshida (Ishin) 10,1 %                                            |                                             | Unabh.                                      |
| Tokushima                     | 2         | Shun’ichi Yamaguchi                                |                                                    | LDP                                                | Shun’ichi Yamaguchi (LDP – Kōmei) 59,5 % Mayumi Nakano (KDP) 33,6 %                                                                 |                                             | LDP                                         |
| Kagawa                        | 1         | Takuya Hirai                                       |                                                    | LDP                                                | Jun’ya Ogawa (KDP) 51,0 % Takuya Hirai (LDP – Kōmei) 40,0 %                                                                         |                                             | KDP                                         |
| Kagawa                        | 2         | Yūichirō Tamaki                                    |                                                    | DVP                                                | Yūichirō Tamaki (DVP) 63,5 % Takakazu Seto (LDP – Kōmei) 36,5 %                                                                     |                                             | DVP                                         |
| Kagawa                        | 3         | Keitarō Ōno                                        |                                                    | LDP                                                | Keitarō Ōno (LDP – Kōmei) 79,8 % Jun’ichirō Ozaki (KPJ) 20,2 %                                                                      |                                             | LDP                                         |
| Ehime                         | 1         | Yasuhisa Shiozaki                                  |                                                    | LDP                                                | Akihisa Shiozaki (LDP – Kōmei) 60,8 % Toshirō Tomochika (KDP) 39,2 %                                                                |                                             | LDP                                         |
| Ehime                         | 2         | Seiichirō Murakami                                 |                                                    | LDP                                                | Seiichirō Murakami (LDP – Kōmei) 57,5 % Tomoe Ishii (DVP) 33,5 %                                                                    |                                             | LDP                                         |
| Ehime                         | 3         | Yōichi Shiraishi                                   |                                                    | KDP                                                | Takumi Ihara (LDP – Kōmei) 51,6 % Yōichi Shiraishi (KDP) 48,4 %                                                                     |                                             | LDP                                         |
| Ehime                         | 4         | Kōichi Yamamoto                                    |                                                    | LDP                                                | Junji Hasegawa (LDP – Kōmei) 56,6 % Fumiki Sakurauchi (Unabh.) 33,3 %                                                               |                                             | LDP                                         |
| Kōchi                         | 1         | Gen Nakatani                                       |                                                    | LDP                                                | Gen Nakatani (LDP – Kōmei) 64,3 % Norio Takeuchi (KDP) 30,7 %                                                                       |                                             | LDP                                         |
| Kōchi                         | 2         | Hajime Hirota                                      |                                                    | KDP                                                | Masanao Ozaki (LDP – Kōmei) 67,2 % Hajime Hirota (KDP) 31,5 %                                                                       |                                             | LDP                                         |
| Fukuoka                       | 1         | Takahiro Inoue                                     |                                                    | LDP                                                | Takahiro Inoue (LDP) 47,5 % Susumu Tsubota (KDP) 25,7 % Gōsei Yamamoto (Ishin) 18,0 %                                               |                                             | LDP                                         |
| Fukuoka                       | 2         | Makoto Oniki                                       |                                                    | LDP                                                | Makoto Oniki (LDP – Kōmei) 46,0 % Shūji Inatomi (KDP) 42,6 % Takashi Shinkai (Ishin) 11,5 %                                         |                                             | LDP                                         |
| Fukuoka                       | 3         | Atsushi Koga                                       |                                                    | LDP                                                | Atsushi Koga (LDP) 57,9 % Kōichi Yamauchi (KDP) 42,1 %                                                                              |                                             | LDP                                         |
| Fukuoka                       | 4         | Hideki Miyauchi                                    |                                                    | LDP                                                | Hideki Miyauchi (LDP – Kōmei) 49,4 % Shintarō Morimoto (KDP) 25,7 % Hiroki Abe (Ishin) 19,0 %                                       |                                             | LDP                                         |
| Fukuoka                       | 5         | Yoshiaki Harada                                    |                                                    | LDP                                                | Kaname Tsutsumi (KDP – SDP) 53,1 % Yoshiaki Harada (LDP) 46,9 %                                                                     |                                             | KDP                                         |
| Fukuoka                       | 6         | Jirō Hatoyama                                      |                                                    | LDP                                                | Jirō Hatoyama (LDP – Kōmei) 67,4 % Tōru Tanabe (KDP) 20,8 %                                                                         |                                             | LDP                                         |
| Fukuoka                       | 7         | Satoshi Fujimaru                                   |                                                    | LDP                                                | Satoshi Fujimaru (LDP – Kōmei) 62,3 % Tsuyoshi Aoki (KDP) 37,7 %                                                                    |                                             | LDP                                         |
| Fukuoka                       | 8         | Tarō Asō                                           |                                                    | LDP                                                | Tarō Asō (LDP) 59,6 % Shōko Kawano (KPJ) 21,6 % Kusuo Ōshima (ReiShin) 18,7 %                                                       |                                             | LDP                                         |
| Fukuoka                       | 9         | Asahiko Mihara                                     |                                                    | LDP                                                | Rintarō Ogata (Unabh.) 48,1 % Asahiko Mihara (LDP – Kōmei) 40,2 % Shōzō Majima (KPJ) 11,7 %                                         |                                             | Unabh.                                      |
| Fukuoka                       | 10        | Kōzō Yamamoto                                      |                                                    | LDP                                                | Takashi Kii (KDP) 44,5 % Kōzō Yamamoto (LDP – Kōmei) 42,7 % Chikara Nishida (Ishin) 11,4 %                                          |                                             | KDP                                         |
| Fukuoka                       | 11        | Ryōta Takeda                                       |                                                    | LDP                                                | Ryōta Takeda (LDP – Kōmei) 55,8 % Tomonobu Murakami (Unabh.) 30,1 % Reiko Shiki (SDP) 14,2 %                                        |                                             | LDP                                         |
| Saga                          | 1         | Kazuhiro Haraguchi                                 |                                                    | KDP                                                | Kazuhiro Haraguchi (KDP) 50,0 % Kazuchika Iwata (LDP – Kōmei) 50,0 %                                                                |                                             | KDP                                         |
| Saga                          | 2         | Hiroshi Ōgushi                                     |                                                    | KDP                                                | Hiroshi Ōgushi (KDP) 52,0 % Yasushi Furukawa (LDP – Kōmei) 48,0 %                                                                   |                                             | KDP                                         |
| Nagasaki                      | 1         | Hideko Nishioka                                    |                                                    | DVP                                                | Hideko Nishioka (DVP) 56,1 % Takiichirō Hatsumura (LDP – Kōmei) 38,0 %                                                              |                                             | DVP                                         |
| Nagasaki                      | 2         | Kanji Katō                                         |                                                    | LDP                                                | Ryūshō Katō (LDP – Kōmei) 58,2 % Kōichi Matsudaira (KDP) 41,8 %                                                                     |                                             | LDP                                         |
| Nagasaki                      | 3         | Yaichi Tanigawa                                    |                                                    | LDP                                                | Yaichi Tanigawa (LDP – Kōmei) 40,7 % Katsuhiko Yamada (KDP) 39,2 % Hiroshi Yamada (Unabh.) 18,2 %                                   |                                             | LDP                                         |
| Nagasaki                      | 4         | Seigo Kitamura                                     |                                                    | LDP                                                | Seigo Kitamura (LDP – Kōmei) 42,1 % Seiichi Suetsugu (KDP) 41,8 % Hiroshi Hagiwara (Unabh.) 12,7 %                                  |                                             | LDP                                         |
| Kumamoto                      | 1         | Minoru Kihara                                      |                                                    | LDP                                                | Minoru Kihara (LDP) 61,0 % Daizō Hamada (KDP) 39,0 %                                                                                |                                             | LDP                                         |
| Kumamoto                      | 2         | Takeshi Noda                                       |                                                    | LDP                                                | Daisuke Nishino (Unabh.) 60,6 % Takeshi Noda (LDP – Kōmei) 33,0 %                                                                   |                                             | Unabh.                                      |
| Kumamoto                      | 3         | Tetsushi Sakamoto                                  |                                                    | LDP                                                | Tetsushi Sakamoto (LDP – Kōmei) 71,2 % Kōsei Baba (SDP) 21,5 %                                                                      |                                             | LDP                                         |
| Kumamoto                      | 4         | Yasushi Kaneko                                     |                                                    | LDP                                                | Yasushi Kaneko (LDP – Kōmei) 68,1 % Masayoshi Yagami (KDP) 31,9 %                                                                   |                                             | LDP                                         |
| Ōita                          | 1         | Yōichi Anami                                       |                                                    | LDP                                                | Shūji Kira (Unabh.) 48,8 % Maiko Takahashi (LDP – Kōmei) 38,1 %                                                                     |                                             | Unabh.                                      |
| Ōita                          | 2         | Seishirō Etō                                       |                                                    | LDP                                                | Seishirō Etō (LDP – Kōmei) 50,2 % Hajime Yoshikawa (KDP) 49,8 %                                                                     |                                             | LDP                                         |
| Ōita                          | 3         | Takeshi Iwaya                                      |                                                    | LDP                                                | Takeshi Iwaya (LDP – Kōmei) 58,4 % Katsuhiko Yokomitsu (KDP) 41,6 %                                                                 |                                             | LDP                                         |
| Miyazaki                      | 1         | Shunsuke Takei                                     |                                                    | LDP                                                | Sō Watanabe (KDP) 32,6 % Shunsuke Takei (LDP – Kōmei) 32,0 % Noriko Wakitani (Unabh.) 23,4 % Itsuki Toyama (Ishin) 12,0 %           |                                             | KDP                                         |
| Miyazaki                      | 2         | Taku Etō                                           |                                                    | LDP                                                | Taku Etō (LDP – Kōmei) 62,2 % Shinji Nagatomo (DVP – SDP) 37,8 %                                                                    |                                             | LDP                                         |
| Miyazaki                      | 3         | Yoshihisa Furukawa                                 |                                                    | LDP                                                | Yoshihisa Furukawa (LDP – Kōmei) 80,7 % Takashi Matsumoto (KPJ) 14,7 %                                                              |                                             | LDP                                         |
| Kagoshima                     | 1         | Hiroshi Kawauchi                                   |                                                    | KDP                                                | Takuma Miyaji (LDP – Kōmei) 53,2 % Hiroshi Kawauchi (KDP) 46,8 %                                                                    |                                             | LDP                                         |
| Kagoshima                     | 2         | Masuo Kaneko                                       |                                                    | LDP                                                | Satoshi Mitazono (Unabh.) 47,7 % Masuo Kaneko (LDP – Kōmei) 41,4 % Makoto Matsuzaki (KPJ) 10,9 %                                    |                                             | Unabh.                                      |
| Kagoshima                     | 3         | Yasuhiro Ozato                                     |                                                    | LDP                                                | Takeshi Noma (KDP) 53,9 % Yasuhiro Ozato (LDP – Kōmei) 46,1 %                                                                       |                                             | KDP                                         |
| Kagoshima                     | 4         | Hiroshi Moriyama                                   |                                                    | LDP                                                | Hiroshi Moriyama (LDP – Kōmei) 69,5 % Atsuko Yonenaga (SDP) 26,8 %                                                                  |                                             | LDP                                         |
| Okinawa                       | 1         | Seiken Akamine                                     |                                                    | KPJ                                                | Seiken Akamine (KPJ) 42,2 % Kōnosuke Kokuba (LDP – Kōmei) 37,3 % Mikio Shimoji (Unabh.) 20,4 %                                      |                                             | KPJ                                         |
| Okinawa                       | 2         | Kantoku Teruya                                     |                                                    | SDP                                                | Kunio Arakaki (SDP) 47,4 % Masahisa Miyazaki (LDP – Kōmei) 41,0 %                                                                   |                                             | SDP                                         |
| Okinawa                       | 3         | Tomohiro Yara                                      |                                                    | KDP                                                | Aiko Shimajiri (LDP – Kōmei) 52,1 % Tomohiro Yara (KDP) 47,9 %                                                                      |                                             | LDP                                         |
| Okinawa                       | 4         | Kōsaburō Nishime                                   |                                                    | LDP                                                | Kōsaburō Nishime (LDP – Kōmei) 54,9 % Tōru Kinjō (KDP) 45,1 %                                                                       |                                             | LDP                                         |
| Summe                         | 289       | LDP 210 KDP 48 Ishin 3 Sonst. & Unabh. 24 vakant 4 | LDP 210 KDP 48 Ishin 3 Sonst. & Unabh. 24 vakant 4 | LDP 210 KDP 48 Ishin 3 Sonst. & Unabh. 24 vakant 4 | LDP 48,1 %, 187 Sitze KDP 30,0 %, 57 Sitze Ishin 8,4 %, 16 Sitze Sonst. 9,5 %, 17 Sitze Unabh. 4,0 %, 12 Sitze                      | LDP −23 KDP +9 Ishin +13 Sonst. 0 Unabh. +5 | LDP −23 KDP +9 Ishin +13 Sonst. 0 Unabh. +5 |